# Кумылженская
Кумы́лженская — станица в Волгоградской области, административный центр Кумылженского района и Кумылженского сельского поселения.

## Этимология
Происходит от названия реки Кумылга, которая, в свою очередь, происходит от тюркских слов кум — «песок» и елга (илга, ылга) — «река».

## Физико-географическая характеристика

### Географическое положение
Станица расположена на реке Кумылга, недалеко от её впадения в реку Хопёр. 

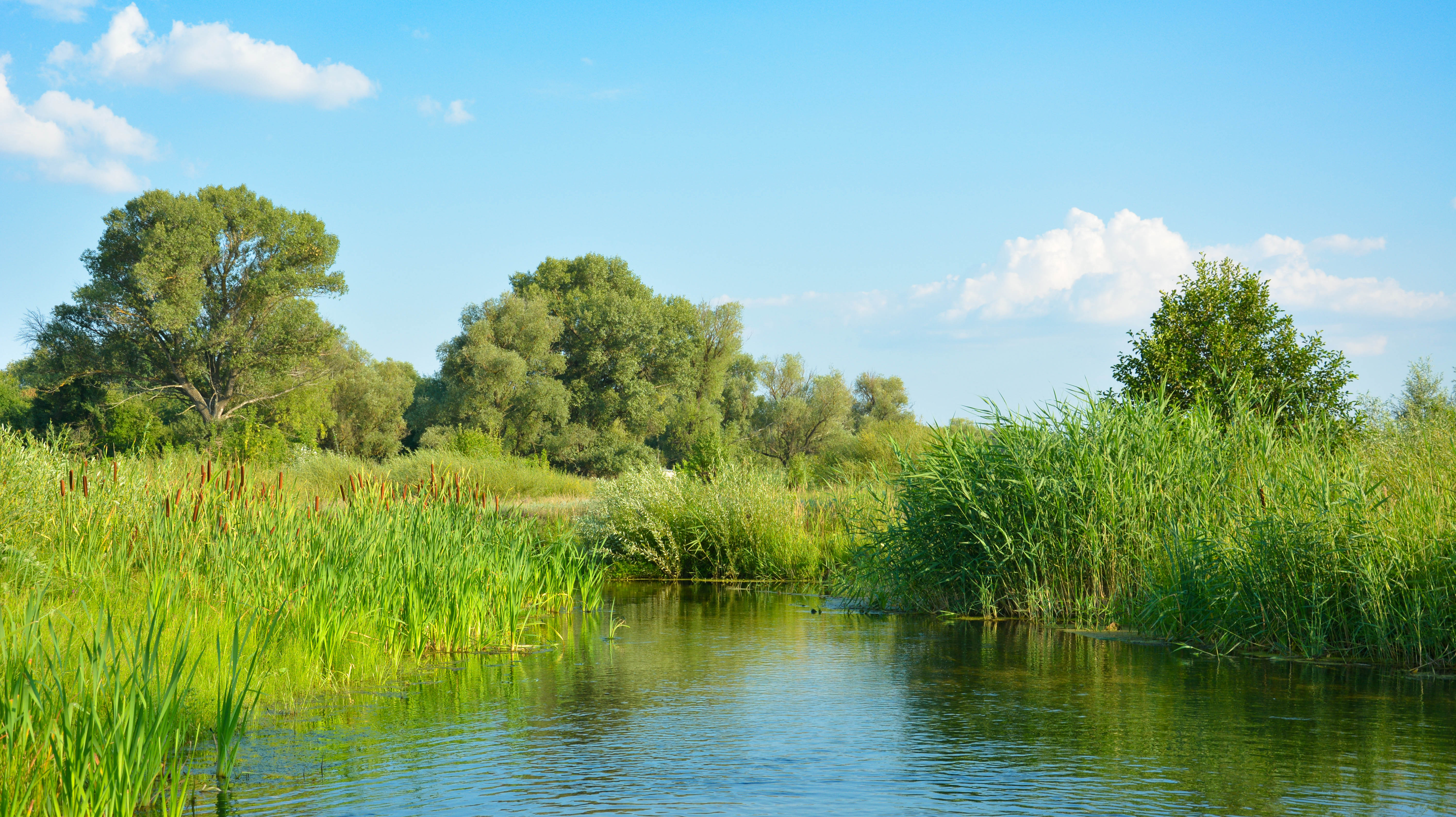
Река Кумылга в окрестностях станицы Кумылженской

Кумылженская находится в степной зоне, в пределах Хопёрско-Бузулукской равнины, являющейся частью Восточно-Европейской равнины. Рельеф местности преимущественно равнинный, пересечённый руслом реки Кумылга. Средняя абсолютная высота населённого пункта составляет около 71 метра над уровнем моря, минимальная отметка — 57 метров, максимальная — 98 метров.

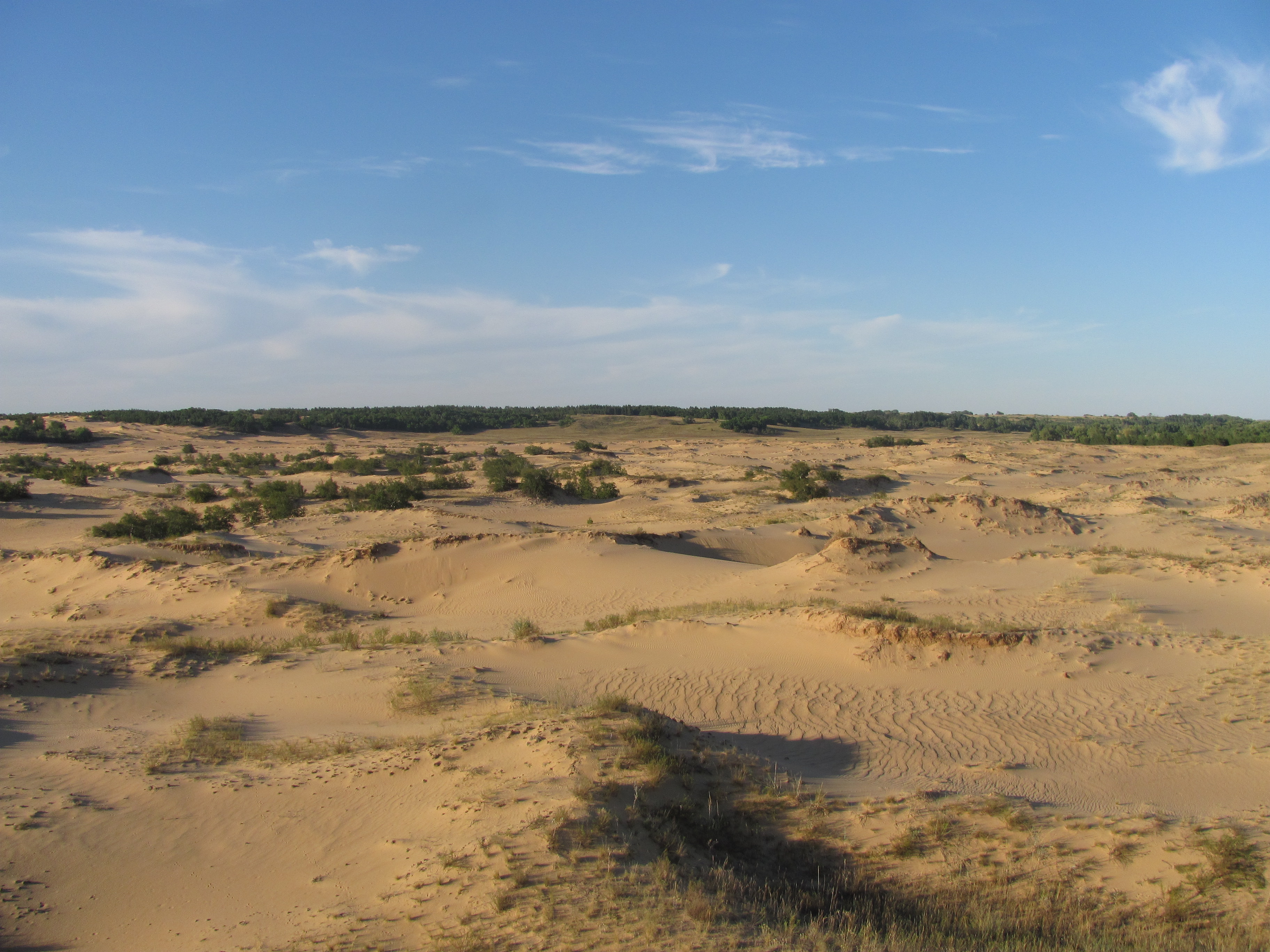
Песчаный массив «Кумылга»

На северо-востоке от станицы расположен песчаный массив «Кумылга», сформировавшийся на периферии тающих Донского и Окского ледников. Массив представляет собой водно-ледниковые отложения с включением обломков валунов. Под воздействием ветров пески приняли форму гряд и барханов. Относительная высота этих форм рельефа составляет 10–15 метров, абсолютная — от 100 до 128 метров.
Кумылженская также граничит с территорией Нижнехопёрского природного парка, чей общий размер составляет около 230 000 гектаров. Парк расположен в нижнем течении реки Хопёр и включает 19 особо охраняемых природных территорий федерального, регионального и местного значения.
Кумылженская, как и вся Волгоградская область, находится в часовой зоне МСК (московское время). Смещение применяемого времени относительно UTC составляет +3:00.

### Климат
Климат умеренно континентальный, с признаками сухости и резких сезонных колебаний температур. По классификации Кёппена относится к типу Dfa — влажный континентальный климат с жарким летом. Такие климатические условия характерны для степных районов юго-восточной Европейской части России.
Среднегодовая температура воздуха составляет около +8,8 °C. Средняя температура января — около −6 °C, июля — до +23,7 °C. Абсолютные температуры варьируются от −35 °C зимой до +40 °C летом. Летом суточные колебания температур достигают 11–12 °C.
Годовое количество осадков составляет в среднем 515 мм, основная их часть выпадает в тёплый период года. Минимум осадков наблюдается в августе.
Вегетационный период длится до 200 дней, безморозный — около 170 дней. Сумма положительных температур выше +10 °C за вегетационный период составляет 2840–3265 °C, что благоприятно для ведения сельского хозяйства.

Климат региона характеризуется высокой континентальностью, сезонной неустойчивостью и возможными экстремальными явлениями — засухами, заморозками в весенний период и сезонными паводками, особенно в период таяния снега.
| Показатель                                       | Янв. | Фев. | Март | Апр. | Май  | Июнь | Июль | Авг. | Сен. | Окт. | Нояб. | Дек. |
| ------------------------------------------------ | ---- | ---- | ---- | ---- | ---- | ---- | ---- | ---- | ---- | ---- | ----- | ---- |
| Средний суточный максимум, °C                    | −3,6 | −2,5 | 4,3  | 14,4 | 21,7 | 25,9 | 28,5 | 28,2 | 20,9 | 12,1 | 3,8   | −1   |
| Средняя температура, °C                          | −6   | −5,4 | 0,3  | 9,3  | 16,6 | 21   | 23,7 | 23   | 16,1 | 8,4  | 1,3   | −3,1 |
| Средний суточный минимум, °C                     | −8,9 | −8,7 | −4,1 | 3,6  | 10,4 | 15   | 18   | 17,1 | 11,1 | 4,7  | −1,3  | −5,4 |
| Норма осадков, мм                                | 46   | 38   | 40   | 39   | 43   | 50   | 52   | 31   | 47   | 42   | 40    | 47   |
| Средняя влажность, %                             | 83%  | 82%  | 75%  | 63%  | 54%  | 52%  | 50%  | 47%  | 56%  | 68%  | 80%   | 82%  |
| Источник: «Climate Data» актуально на 01.01.2021 |      |      |      |      |      |      |      |      |      |      |       |      |

## История

### XVII век
Основание станицы Кумылженской датируется 1613 годом. Согласно «Историческому описанию станицы Кумылженской, 1864 год» авторства Х. И. Попова, станица несколько раз меняла своё местоположение со времени первоначального основания. Поселение было основано казаками на правом берегу реки Хопёр, в лесистой местности, известной как урочище Лука, напротив устья реки Кумылга — по имени которой станица и получила своё название. Первые поселенцы насчитывали около 30 семей и проживали в землянках.
Казаки на южных рубежах России в то время выполняли не только функцию освоения земель, но и важную оборонительную роль. Их поселения становились своеобразными форпостами московского государства в борьбе с кочевыми народами и разбойничьими формированиями, обитавшими в степях и лесостепях юга.
Около 1682 года, в связи с увеличением численности населения, станица была перенесена на новое место — ниже по течению Хопра. На новом участке насчитывалось уже 70 дворов. Здесь начали возводиться деревянные избы, однако без особых удобств и с малыми окнами, типичными для крестьянских домов Великороссии. При переселении была возведена деревянная церковь.
Новое поселение подвергалось частым набегам враждебных народов, а также нападениям разбойников, обитавших в донских степях. Для защиты жителей вокруг церкви был вырыт ров и насыпан вал. Это укреплённое место получило название «Старый городок». Немного ниже указанного места по течению Хопра ранее находился хутор Дундуков.

### XVIII век
В первой половине XVIII века Россия под руководством императора Петра I активно включалась в процессы модернизации и интеграции отдалённых территорий в централизованное государство. В рамках этих реформ особое внимание уделялось развитию инфраструктуры, в частности, строительству почтовых и торговых путей, обеспечивавших связь между европейской частью империи и южными регионами.
В конце 1707 года, во время восстания под предводительством К. А. Булавина, старшины, направленные для усмирения казаков Хопёрской линии, провели съезд в Кумылженской. В ходе съезда старейшины были приведены к присяге на верность царю и выразили несогласие с действиями мятежников.
В 1722 году по указу Петра I была учреждена почта на пути от Москвы до Астрахани, и дорога официально получила наименование Астраханский почтовый тракт. Кумылженская, расположенная вблизи Хопра и пересечения водных потоков, заняла важное место на этом маршруте, став ключевым пунктом отдыха, пополнения провианта и лошадей для путешественников и почтовых курьеров. Согласно документам, хранящимся в станичном архиве, местные казаки осуществляли техническое содержание Суходольского переезда: регулярно строили мосты и организовывали паромную переправу в период паводков.
На основании указа Петра I и Войскового приговора от 1722 года, на буераке Постниковом — недалеко от Суходольского переезда (впоследствии здесь размещался машинный двор колхоза имени Ленина) — был создан почтовый казачий стан, в котором содержались четыре тройки лошадей. Станица выполняла обеспечение движения по тракту и коммуникации в регионе. Однако значение Астраханского тракта снизилось в 1870-е годы с открытием железной дороги Москва — Царицын.
К 1764 году численность населения на месте второго поселения достигла 150 дворов, но местность оказалась неудобной для дальнейшего проживания. Обострилась проблема подтоплений, и станичное общество обратилось с просьбой о переселении. В Войсковой грамоте от 6 марта 1764 года было официально разрешено переселение в урочище Суходольский переезд на реке Кумылга. Новое место поселения располагалось в излучине, образованной рекой Суходол, впадающей в Кумылгу. Однако и здесь нередко случались наводнения — особенно весной, в снежные годы, когда Суходол и полноводная Кумылга затапливали территорию станицы.
После переселения казаки обратились в Хопёрское духовное правление с просьбой перенести из старой станицы в новое поселение деревянную церковь во имя Святителя Николая. Работы по переносу были начаты 28 декабря 1764 года.
8 марта 1782 года войсковой атаман Иловайский направил епископу Тихону уведомление о намерении жителей станицы построить при Николаевской церкви вторую, тёплую церковь во имя Святой Троицы, а также возвести новую колокольню взамен старой. Все работы были завершены, и в 1785 году новая Троицкая церковь была освящена. В храме находились ценные церковные реликвии: Евангелие 1683 года, церковный Устав 1720 года и два Пролога 1748 года.
В 1794 году часть жителей Кумылженской попыталась поддержать выступление пяти станиц, выступивших против указа о переселении казаков на Кубань. После подавления волнений, за отказ принять царскую грамоту о частичном переселении, 116 жителей Кумылженской были подвергнуты телесному наказанию.

### XIX век
На новом месте поселения станицы Кумылженской дома первоначально строились по простому типу — значительная часть являлась курными избами. Такие жилища были распространены в Хопёрском и Усть-Медведицком округах вплоть до 1822 года. После наполеоновских войн (1805–1807 и 1812–1814 годов), когда многие казаки побывали в странах Европы и ознакомились с более благоустроенными формами жилья, начались значительные изменения в архитектуре. В последней четверти XIX века казачьи семьи стали активно перестраивать свои дома, заменяя традиционные курени на более современные квадратные дома с высокими железными крышами, кирпичными фундаментами и подвальными помещениями.

Кумылженская на карте земли Войска Донского 1822 года

В 1861 году в станице было открыто первое приходское училище, располагавшееся в арендованном частном доме. К началу XX века в Кумылженской функционировали уже три учебных заведения, крупнейшее из которых — приходское училище — в 1904 году было преобразовано в двухклассное, двухгодичное. В станице также находились основные административные и хозяйственные постройки: дом станичного правления, сборный домик, лёдник, зерновой магазин и сарай для хранения пожарного инвентаря — все эти сооружения были деревянными.
К началу XX века в станице Кумылженской функционировали четыре торговые лавки, столько же общественных бань и шесть кузниц. Промышленные объекты были представлены крахмальным заводом, основанным в 1842 году, пятью водяными мельницами на реке Кумылга и одной ветряной мельницей.
Согласно данным переписи 1873 года, в станице насчитывалось 955 дворов и 5 339 жителей (2 503 мужчины и 2 836 женщин). К 1893 году количество дворов увеличилось до 1 408, а численность населения составила 6 533 человека, включая 3 241 мужчину и 3 292 женщины. Из них 321 мужчина и 311 женщин относились к категории иногородних.
Несмотря на рост численности населения и хозяйственного развития, к 1890-м годам было зафиксировано обнищание части станичного населения. Особенно заметным стало сокращение поголовья домашнего скота: если в 1873 году в станице содержалось 2 586 лошадей, 11 060 голов крупного рогатого скота и 26 560 овец, то к 1893 году эти показатели снизились до 2 174 лошадей, 9 263 голов рогатого скота и 11 885 овец. Вместе с тем увеличилось количество свиней, содержание которых стало более прибыльным благодаря высокому спросу со стороны немецких колбасников, закупавших животных крупными партиями.
Станица также неоднократно страдала от эпидемий. В 1848 году от холеры погибло 190 человек, а в 1869 году эпидемия дифтерии унесла жизни более 400 детей.
С 1893 года станичное правление начало проводить мероприятия по борьбе с расползанием песков — ежегодно засаживалось по 20 десятин песчаных участков красноталом. Однако процесс шел медленно из-за трудностей с контролем за выпасом скота. Для охраны насаждений вводились штрафы: в 1895 году сумма наложенных взысканий за повреждение посадок составила 100 рублей.
На тот же 1893 год земля юрта Кумылженской станицы была распределена между 2 204 совершеннолетними и 228 малолетними паевыми казаками, всего — 2 432 пая. Каждый пай включал 5 десятин земли под попас скота и 7 десятин 480 квадратных саженей пахотной земли. Оценочная стоимость одного пая составляла от 7 до 12 рублей, однако при продаже с торгов за долги цена могла снижаться вплоть до половины рыночной.

### Начало XX века

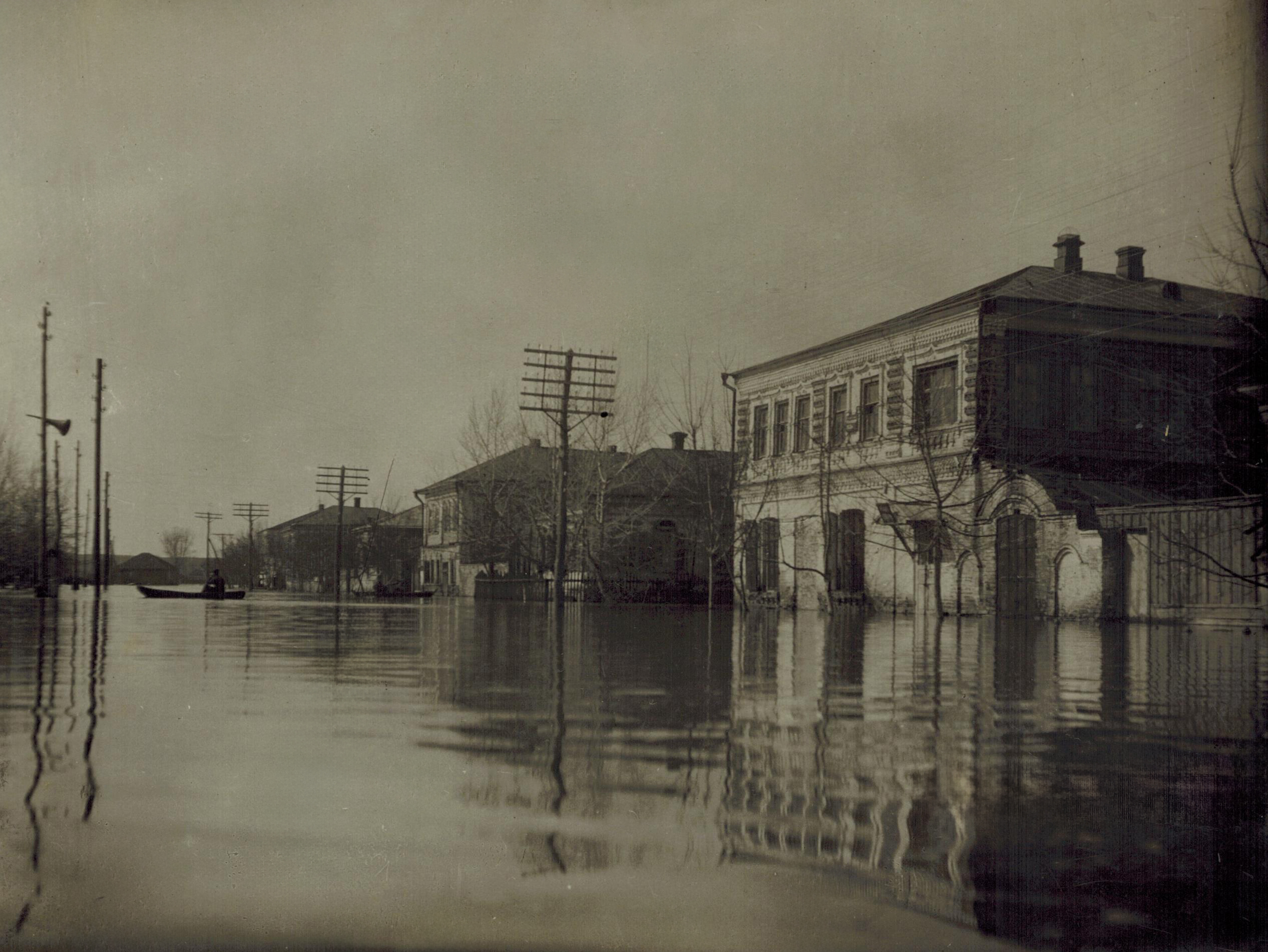
Половодье в станице, районный узел связи на улице Мира

В период революционных событий начала XX века станица Кумылженская входила в состав Хопёрского округа Области Войска Донского. В годы Гражданской войны в станице была сформирована Кумылженская революционная конная казачья сотня, основными задачами которой являлись охрана побережья реки Хопёр и создание застав в близлежащих хуторах.

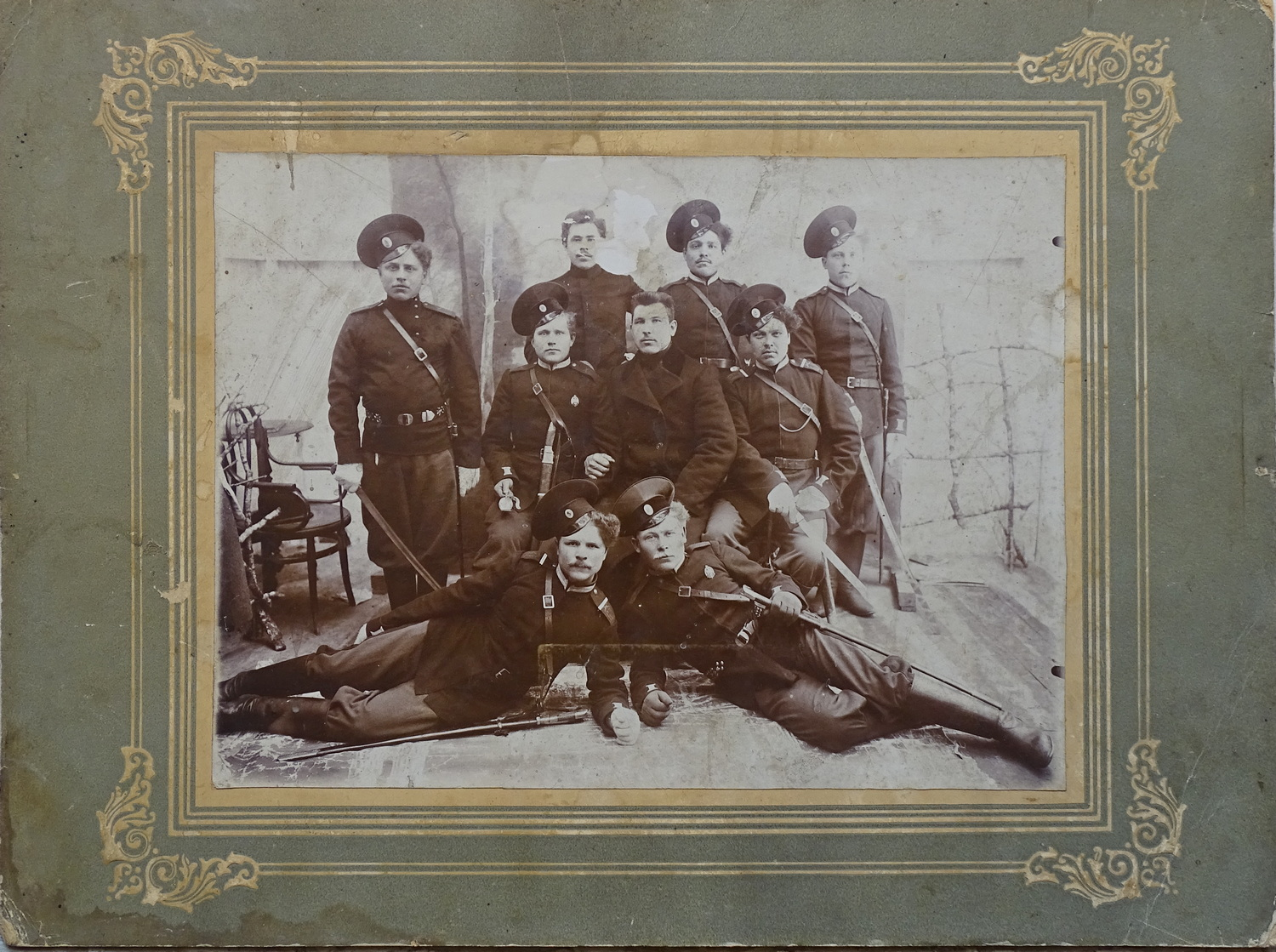
Казаки станицы Кумылженской в 1916 году

Как и другие территории Области Войска Донского, Кумылженская в указанный период переходила под контроль различных политических и военных сил. В 1918–1919 годах, во время существования независимого образования — Всевеликого войска Донского под руководством атамана П. Н. Краснова, часть казаков станицы принимала участие в формировании подразделений Донской армии.
С наступлением Красной армии в 1919 году в Кумылженской начался процесс установления советской власти. Из-за нахождения станицы в прифронтовой полосе, 27 сентября 1919 года был создан станичный революционный комитет (ревком). В 1920 году в станице были учреждены военный комиссариат, отдел записи актов гражданского состояния (ЗАГС), отдел землеустройства и отдел народного образования. К маю того же года исполнительный аппарат местной власти включал председателя, его заместителя и секретаря.
После завершения Гражданской войны часть казачьего населения не вернулась в родные места. Тем не менее, оставшиеся и вновь прибывшие жители приступили к восстановлению хозяйств и возобновили традиционные занятия, в первую очередь земледелие.
Согласно Конституции РСФСР 1918 года, высшим органом государственной власти на местном уровне являлся станичный съезд Советов, в который входили делегаты от сельских Советов. Съезд выполнял функции местного законодательного органа, реализуя постановления центральных властей и решая вопросы местного значения.
После окончания активной фазы боевых действий Кумылженская, как и другие населённые пункты казачьих регионов, попала под влияние политики расказачивания. Основой для её проведения служила директива ВЦИК от 24 января 1919 года, подписанная Я. М. Свердловым. Документ предусматривал жёсткие меры в отношении определённых категорий казачьего населения — прежде всего, представителей зажиточного слоя и противников советской власти. Эти меры оказали существенное влияние на социально-экономическое развитие и демографическую структуру станицы, подорвав традиционную систему казачьего самоуправления.
В 1930 году была основана Кумылженская центральная районная больница, изначально функционировавшая как районная больница № 2 Михайловского района. В 1932 году был возведен основной корпус, для строительства которого использовался кирпич от разобранного храма Святой Троицы. В 1935 году открылся новый корпус, где в настоящее время размещаются терапевтическое и детское отделения.
К началу 1930-х годов в станице наблюдалось значительное сокращение сельскохозяйственной деятельности. Местные жители распродавали рабочий скот, существенно снизилось поголовье строевых лошадей. Усилившаяся миграция населения в города привела к трансформации социально-экономической структуры станицы.
В 1932—1933 годах Кумылженская сильно пострадала от массового голода, вызванного политикой коллективизации, проводимой в Советском Союзе. Голод охватил значительные территории, включая Северный Кавказ и регион Дона, в состав которого входила и Кумылженская. О тяжёлом положении в этих местах свидетельствуют письма писателя М. А. Шолохова к И. В. Сталину. В одном из них он писал: «Вёшенский район (на Дону) идёт к катастрофе. Скот в ужасном состоянии. Что будет весной — не могу представить даже при наличии своей писательской фантазии... Большое количество людей пухлых. Это в феврале, а что будет в апреле, мае».

Несмотря на тяжёлые социально-экономические потрясения 1930-х годов — коллективизацию, массовое раскулачивание и голод, — к началу 1940-х годов Кумылженская сохраняла статус важного административного и хозяйственного центра региона.

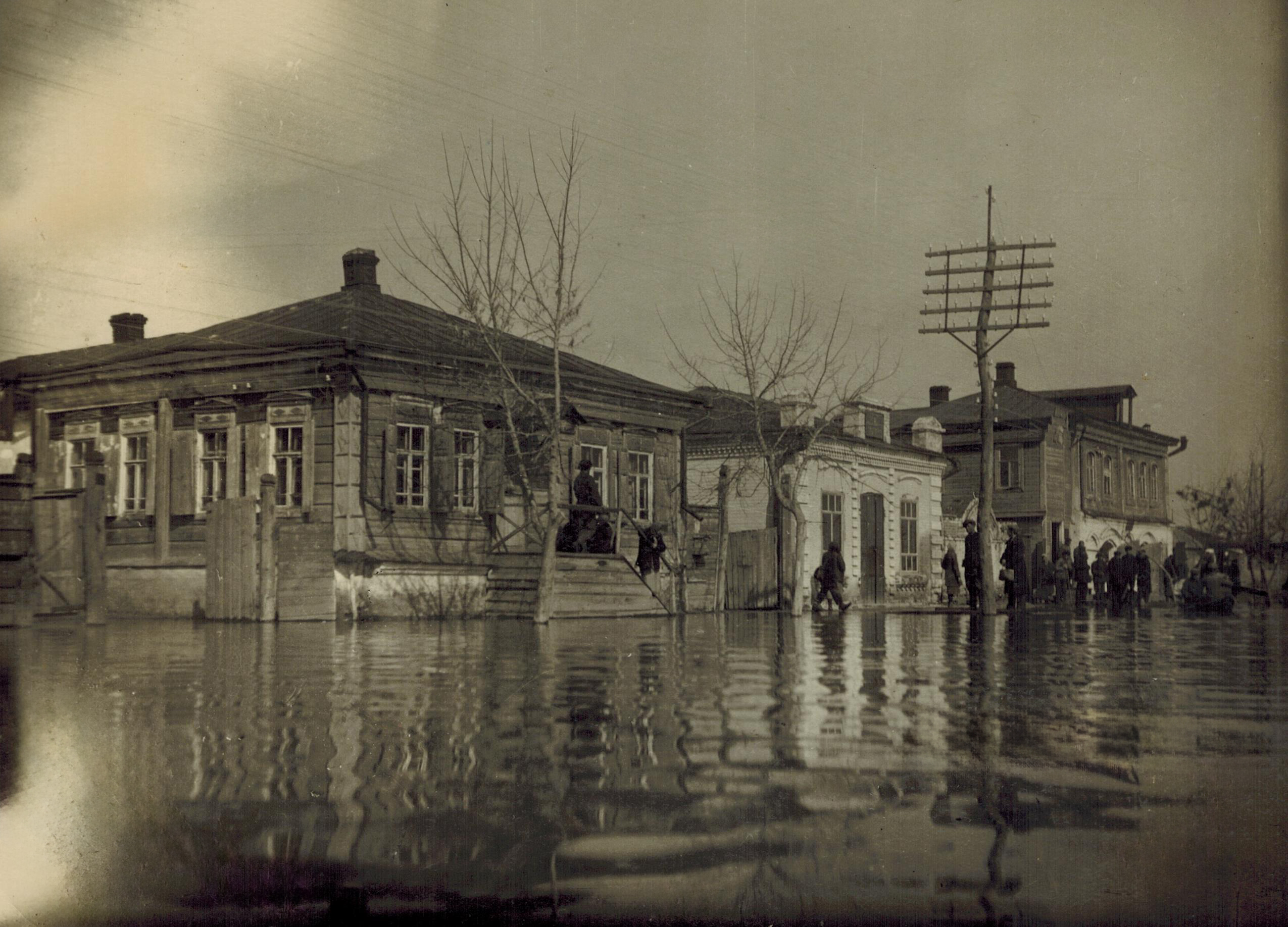
Половодье в станице на улице Мира 3 апреля 1941 года

### Великая Отечественная война
В годы Великой Отечественной войны станица Кумылженская стала важным тыловым и военным узлом. Многие её жители, а также жители близлежащих хуторов и сёл ушли на фронт. Всего с территории района были мобилизованы 9 518 человек — мужчин и женщин разных возрастов. Из них 250 человек вошли в состав партизанского отряда, действовавшего в прифронтовой зоне.
Население, оставшееся в тылу — в основном женщины, пожилые люди и подростки — продолжало вести хозяйство. Работы в колхозах и на полях велись вручную, с использованием волов. Сельскохозяйственная продукция направлялась на обеспечение нужд фронта.
Летом 1942 года на Почтовом лугу под станицей был развёрнут аэродром 734-го авиационного полка. С него осуществлялись боевые вылеты через Дон и линию фронта.
3 ноября 1942 года в одном из домов станицы прошло совещание командования Юго-Западного фронта. В нём приняли участие заместитель Верховного Главнокомандующего маршал Г. К. Жуков, начальник Генерального штаба генерал армии А. М. Василевский и другие военачальники. Совещание было посвящено подготовке наступательной операции с Серафимовического плацдарма, с целью окружения 6-й армии вермахта под командованием генерала Фридриха Паулюса в районе Сталинграда.

Кроме того, в станице действовали госпитали, принимавшие и лечившие раненых военнослужащих.

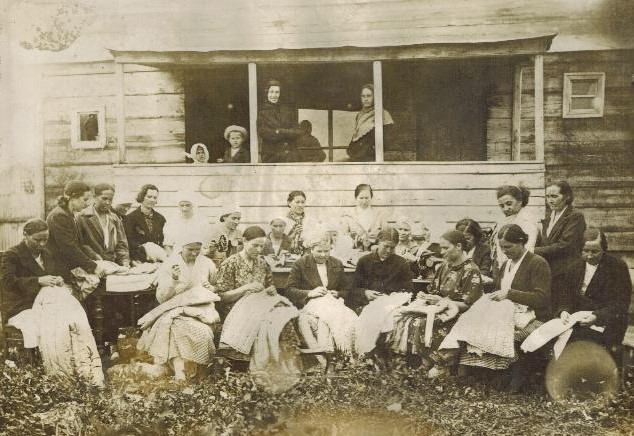
Женщины шьют для фронта в станице Кумылженской в 1943 году

### XX в. Послевоенный период
В послевоенные годы жители станицы сосредоточились на восстановлении хозяйства и решении первоочередных задач. Этот процесс продвигался медленно: в течение долгого времени местные органы власти располагались в старинных купеческих домах. Лишь в 1960–1970-х годах в центре станицы были построены новые здания райкома, райисполкома и других административных учреждений.
В 1963 году в рамках административно-территориальной реформы произошло укрупнение районов Волгоградской области, в результате чего Кумылженский район был включён в состав Михайловского.  Это повлекло за собой сокращение финансирования и административного присутствия. Однако уже в 1965 году Кумылженский район был восстановлен в прежних границах, и станица вновь обрела статус районного центра.
В начале 1970-х годов на окраине Кумылженской была построена крупная птицефабрика, заработала производственно-механизированная колонна (ПМК), а также была возведена новая школа. Центральная площадь и ряд улиц были заасфальтированы, а большинство домовладений — газифицированы. Через реку Кумылгу, на месте Суходольского переезда, был построен железобетонный мост.
Серьёзной экологической проблемой оставались подвижные песчаные массивы, занимавшие более 60 тысяч гектаров. Песчаные бури наносили ущерб сельскому хозяйству и природной среде. В 1977–1987 годах в районе была реализована государственная программа облесения: высажено свыше 10 тысяч саженцев хвойных пород. Со временем созданные насаждения превратились в устойчивые лесные массивы, ставшие частью местного ландшафта.
С 1986 по 1992 год Кумылженская имела статус рабочего посёлка, после чего ей был возвращён традиционный статус станицы.

### Россия
26 июня 1993 года на Слащёвской горе, в 16 километрах от станицы, был торжественно открыт монумент «Защитникам Отечества — донским казакам». Скульптурная композиция с изображением всадника-казака на постаменте символизирует память о защитниках южных рубежей России. Установка памятника была профинансирована из местного бюджета, а также за счёт добровольных пожертвований жителей и фермеров Кумылженского района.
14 февраля 2005 года, в соответствии с Законом Волгоградской области № 1006-ОД, было образовано Кумылженское сельское поселение — муниципальное образование третьего уровня, включающее станицу Кумылженскую и прилегающие хутора. Образование поселения стало частью реализации положений Федерального закона № 131-ФЗ «Об общих принципах организации местного самоуправления в Российской Федерации».
В целях улучшения транспортной доступности и снижения транзитного трафика через жилые улицы в 2007 году была введена в эксплуатацию первая очередь объездной автодороги вокруг станицы. Протяжённость участка автодороги «Михайловка — станица Кумылженская — станица Слащёвская» составила 7 километров, включая два моста — через балку Суходол и реку Кумылга.

В 2013 году Кумылженская отпраздновала знаменательную дату — 400-летие со дня своего основания. Торжественные мероприятия состоялись 20 сентября и собрали большое количество участников: жителей, представителей казачьих обществ, гостей района, а также официальные делегации и творческие коллективы.

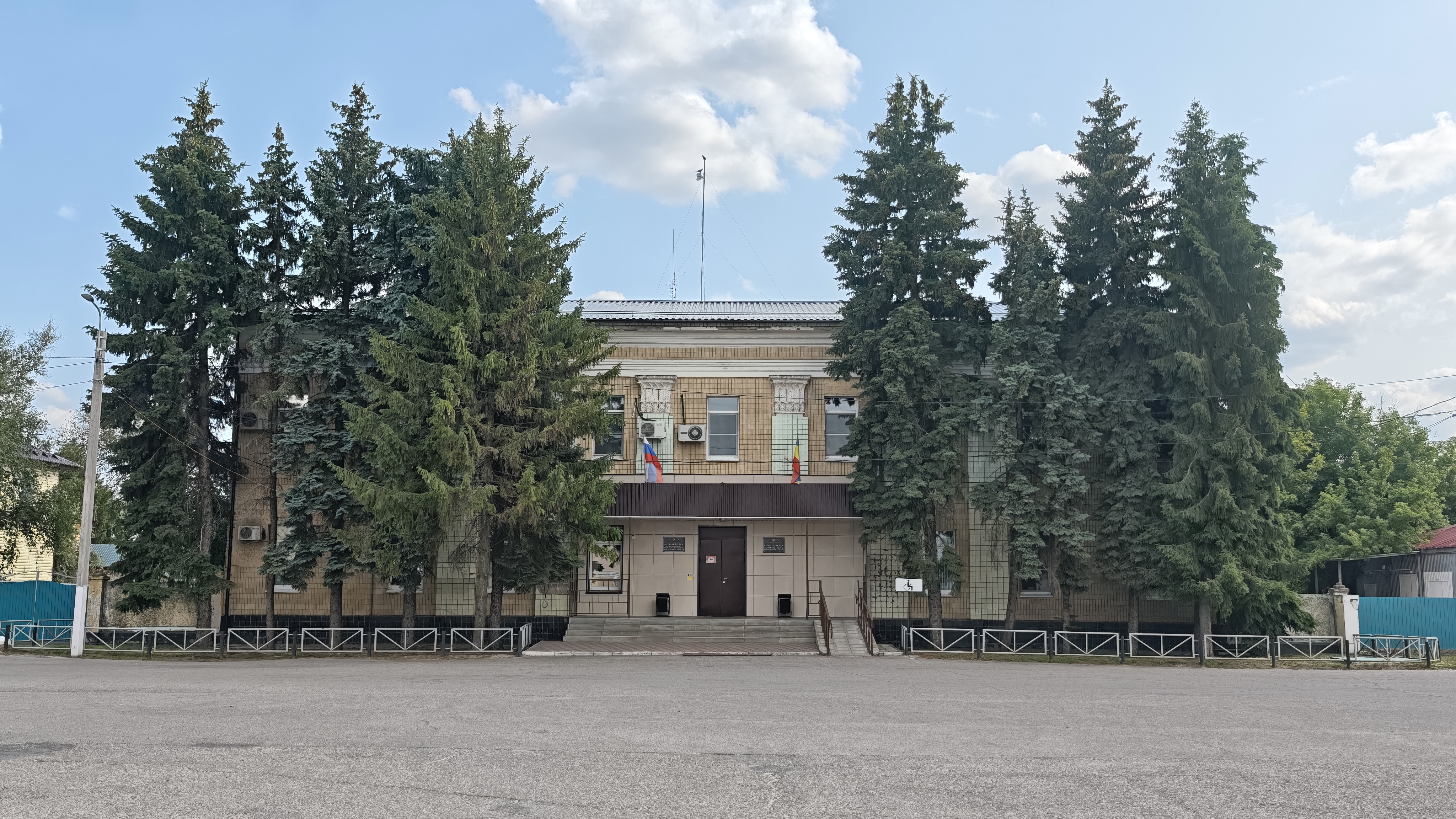
Администрация Кумылженского муниципального района

## Религия
Первоначально в станице Кумылженской находилась деревянная Николаевская церковь, которая к середине XVIII века пришла в ветхое состояние. В 1754 году здание было разобрано, и с добавлением нового строительного материала возведена более просторная однопрестольная церковь, освящённая в 1757 году. После переноса станицы на новое место деревянный храм также был перевезён, а позднее продан в станицу Малодельскую.

Строительство каменного храма во имя Живоначальной Троицы было начато в 1792 году и завершено в 1807 году. Средства на его возведение были собраны прихожанами. Здание отличалось прочной конструкцией и было покрыто листовым железом. Церковь имела два престола: главный — в честь Святой Троицы и придельный — во имя святителя Николая Чудотворца.

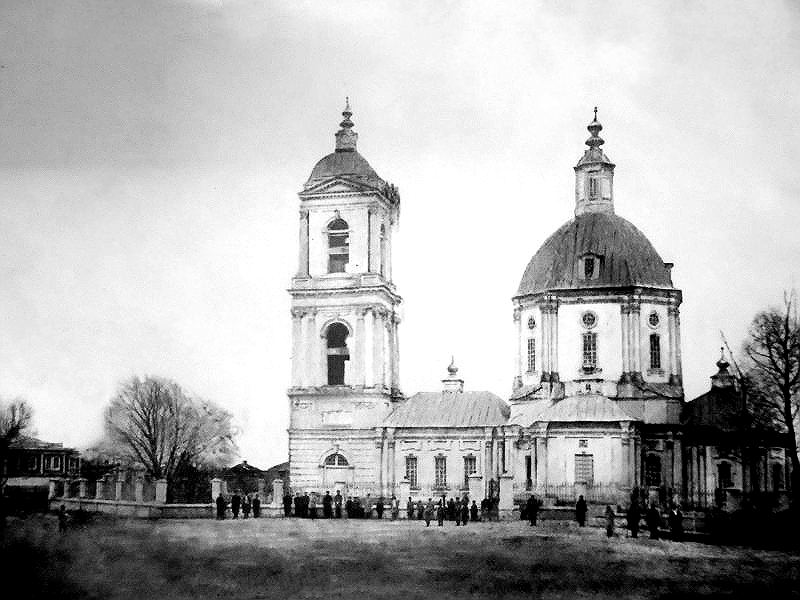
Троицкая церковь в 1916 году

К 1913 году, в соответствии со штатным расписанием, утверждённым Святейшим Синодом, при храме служили два священника, диакон и два псаломщика. В 1914 году церковь обладала значительными доходами, в том числе кружечными сборами на сумму 1802 рубля 98 копеек, а также получала проценты с причтового капитала.
Приходу принадлежал казачий паевой надел площадью 42 десятины 5 саженей, сдаваемый в аренду. Священнослужители проживали в частных или арендованных домах. В собственности прихода числились два деревянных дома, завещанных местными жителями.
В 1930-е годы, в рамках антирелигиозной кампании, Троицкая церковь была закрыта. Согласно протоколу заседания Президиума Кумылженского райисполкома от 1933 года, здание планировалось переоборудовать под клуб или мастерскую для школы, однако позже оно было снесено. На его месте был построен Дом культуры.

После распада СССР в станице был возрождён православный приход, началось строительство нового Храма Троицы Живоначальной по адресу: улица Межколхозстроя, дом 2А. При нём действуют воскресная школа, библиотека, проводятся духовно-просветительские мероприятия, оказывается помощь детскому дому.

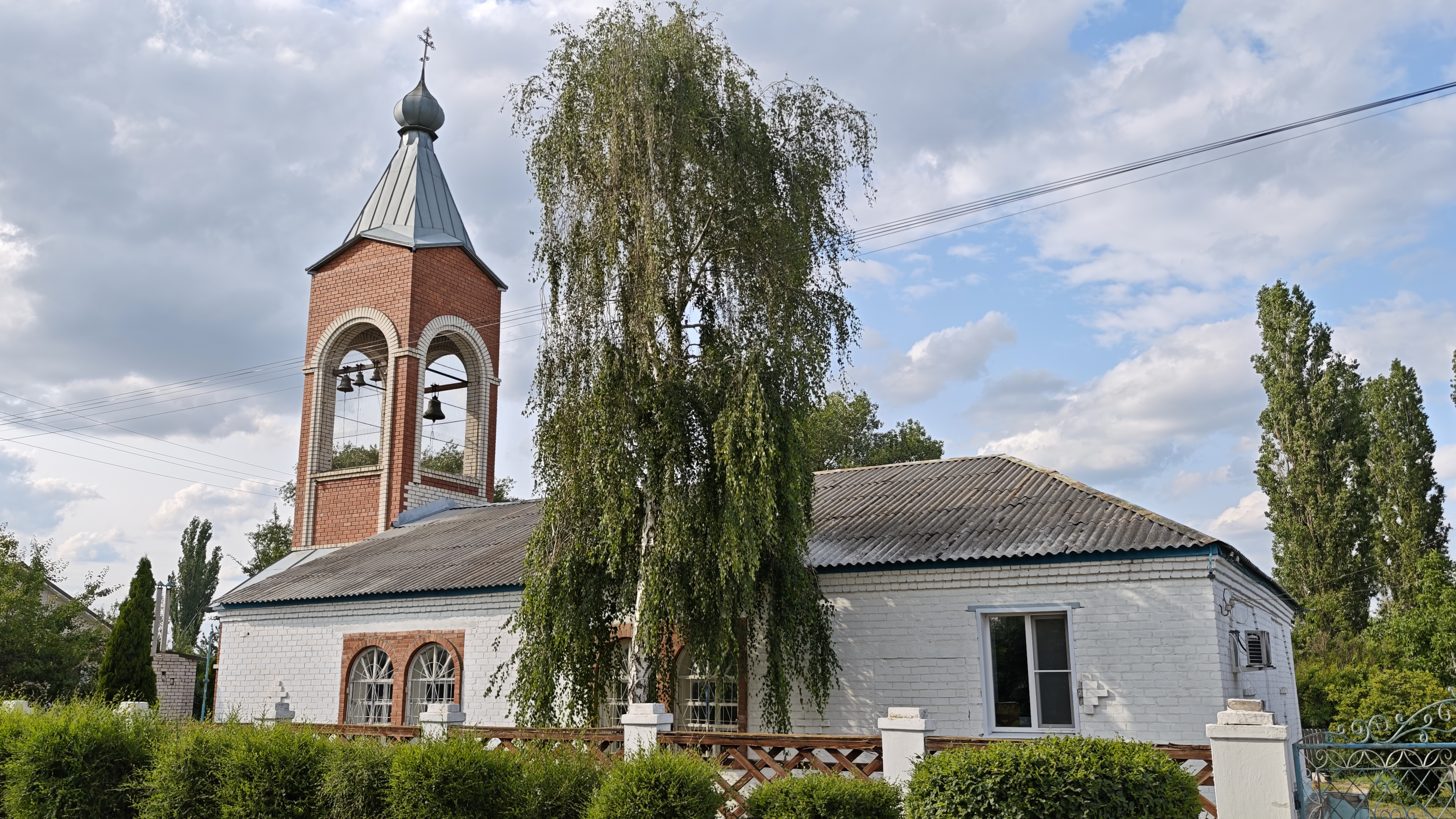
Церковь Троицы Живоначальной

В 2007 году на кладбище станицы была построена часовня в честь Страшного Суда, вошедшая в состав православного прихода.

## Экономика
Предприятия станицы Кумылженской представлены следующими организациями:
- ООО «Производство Кумылженских Минеральных Вод». Предприятие осуществляет розлив и доставку воды как в многооборотной, так и в одноразовой таре.[34]
- СГБУ «Подтелковское лесничество». Основным видом деятельности предприятия является лесоводство и прочая лесохозяйственная деятельность.[35]

По данным на 2021 год, объём отгруженных товаров собственного производства, выполненных работ и услуг собственными силами по видам деятельности крупных и средних организаций в Кумылженском районе составил 26 682 тыс. рублей, из них 9 087 тыс. рублей — обрабатывающие производства.

## Культура

### Музей
Кумылженский районный историко-краеведческий музей расположен в станице Кумылженской по адресу: ул. Мира, 9.
Музей занимает старинный двухэтажный купеческий дом, построенный в 1903 году. Здание представляет собой архитектурный памятник местного значения и отличается высокой степенью сохранности. До наших дней дошли элементы первоначальной планировки, подлинный фасад, старинная кирпичная кладка, деревянная лестница и уникальный потолок с лепниной. Эти детали воссоздают атмосферу казачьего быта конца XIX — начала XX века и служат важной частью экспозиционного пространства музея.
С августа 2009 года в здании представлена обновлённая музейная экспозиция, включающая 10 выставочных залов. Материалы и артефакты, размещённые в экспозициях, знакомят посетителей с историей региона — от эпохи древних курганов и каменных баб до ключевых событий, связанных с историей донского казачества.

Особое место в музее занимает так называемая «литотека» — единственное в регионе специализированное хранилище камней. Она познакомит гостей с природными особенностями района и позволит «прочесть» геологическую историю территории, заключённую в каменных породах.

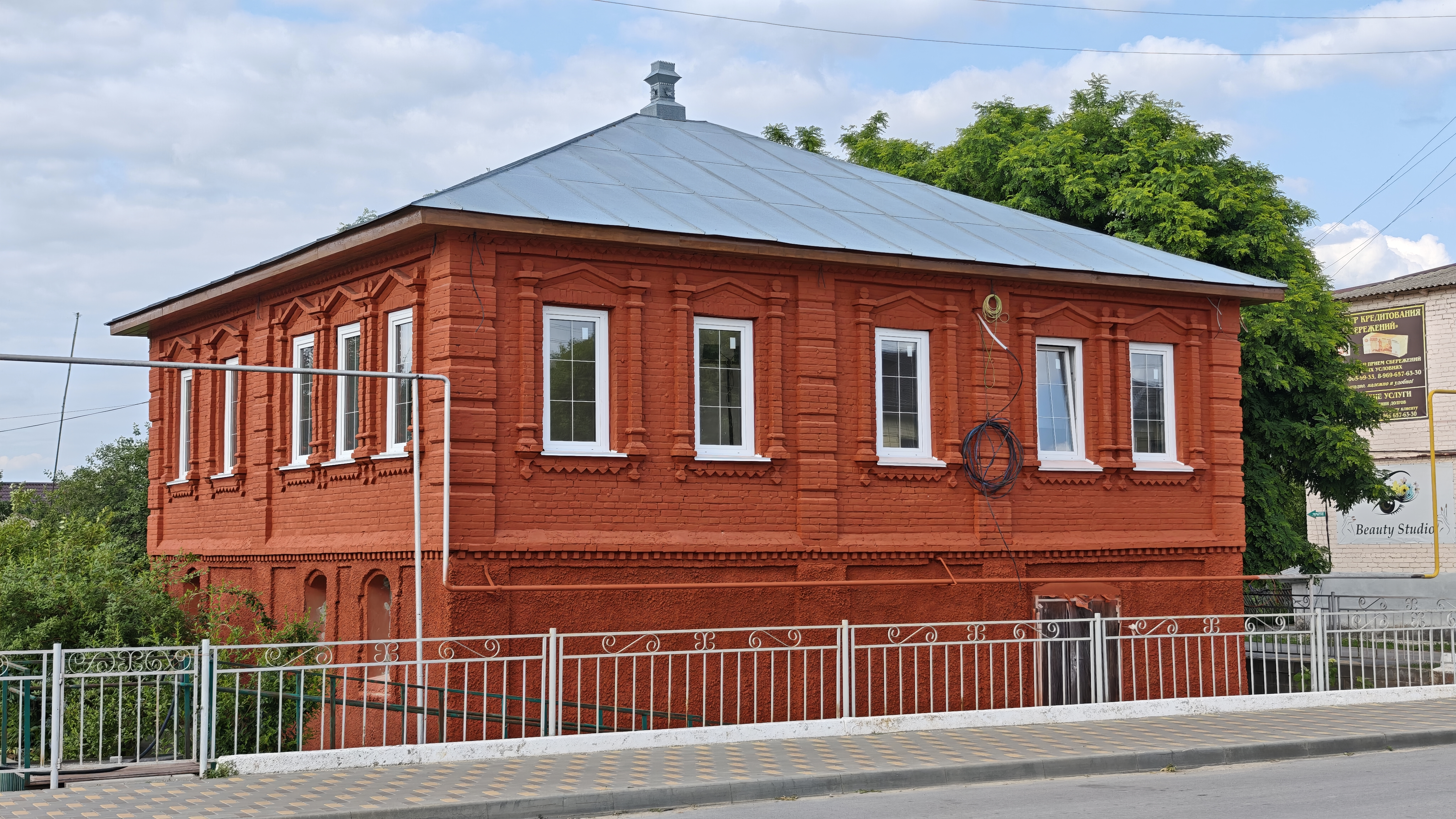
Историко-краеведческий музей

### Кинотеатр
Обновлённый кинотеатр «Колос» в станице Кумылженской был открыт 18 декабря 2020 года.
В 2020 году Кумылженский межпоселенческий культурно-досуговый центр стал победителем конкурса Фонда кино на получение средств из федерального бюджета в размере 5 миллионов рублей на переоснащение кинотеатра. В настоящее время зрители могут смотреть фильмы в формате 2D и 3D.

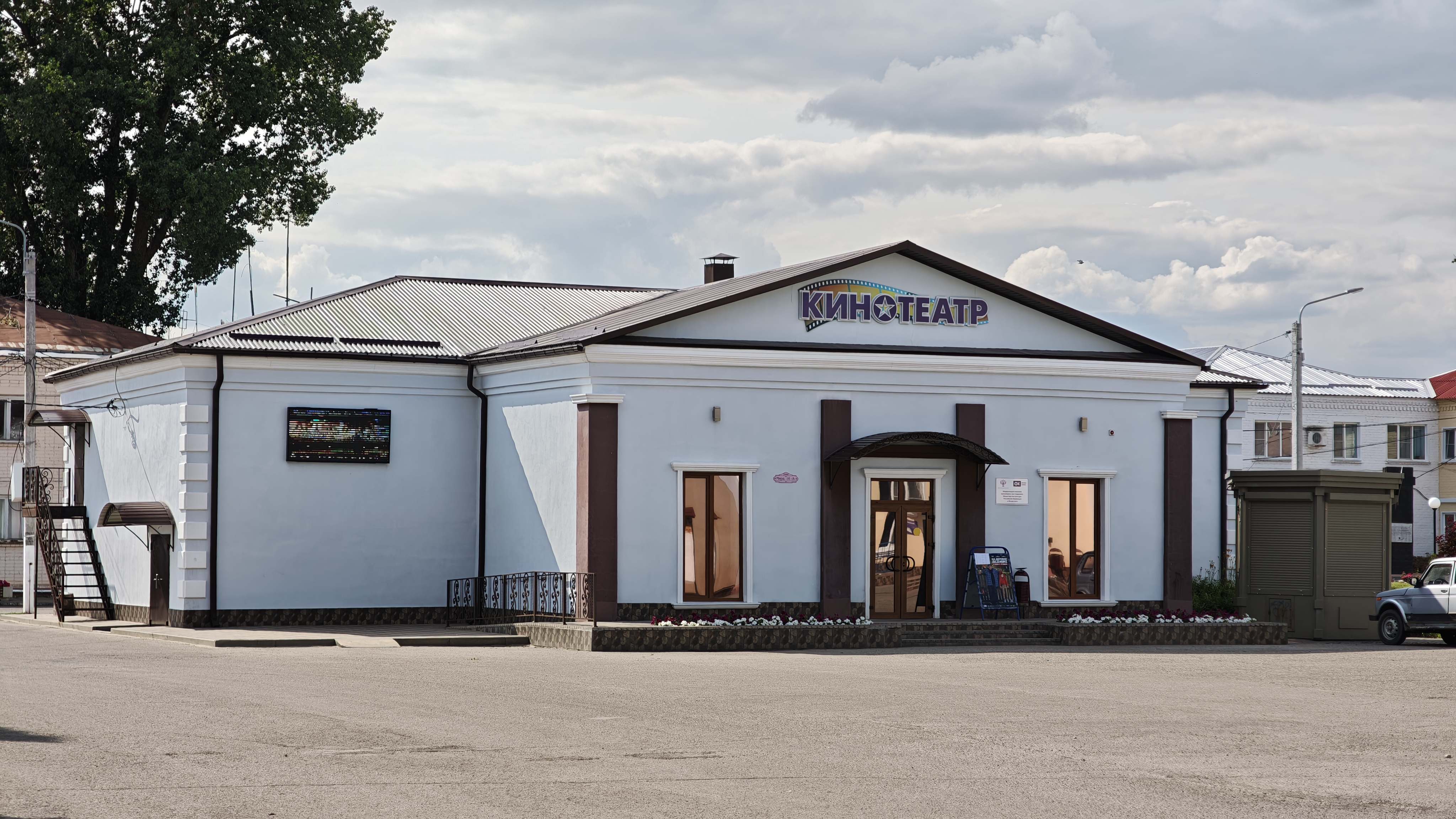
Кинотеатр «Колос»

### Культурные центры
Этнокультурный казачий центр «Кошав-гора»
Культурный центр основан в 1998 году. Центр занимается сохранением, исследованием и популяризацией элементов традиционной культуры верхнедонских казаков. В течение года «Кошав-гора» организует цикл календарных мероприятий, включая концерты, народные гуляния, праздники и конкурсы, которые охватывают период от Рождества до Покрова.
Центр также является инициатором и организатором ежегодного областного фестиваля традиционной казачьей культуры «Золотой щит — казачий Спас», который направлен на возрождение и развитие культурного наследия казаков.

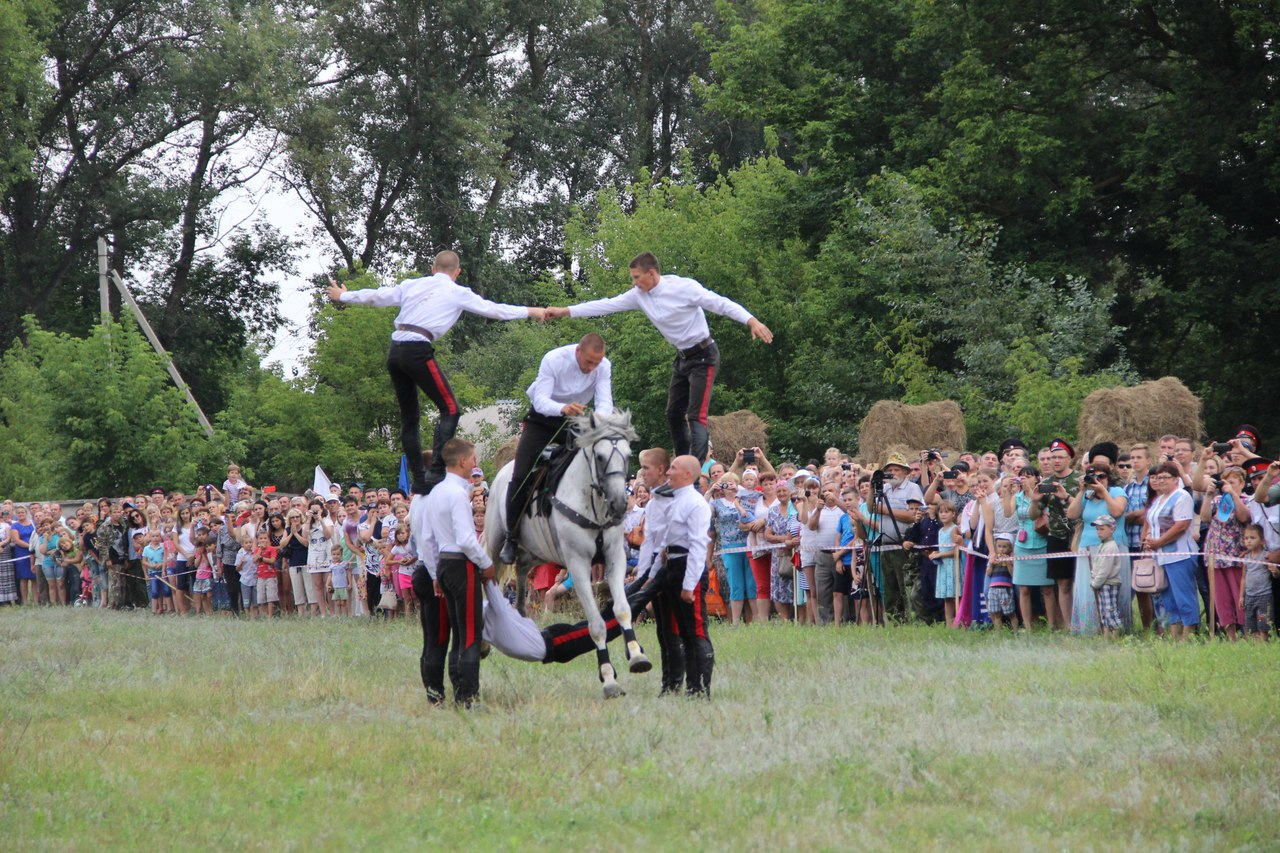
Фестиваль «Золотой щит — казачий Спас» в 2019 году

Межпоселенческий культурно-досуговый центр
Культурное учреждение расположено в здании, построенном в 1957 году. Зрительный зал центра рассчитан на 242 посадочных места.
В центре функционируют 19 клубных формирований, среди которых три коллектива удостоены звания «Народный»: хор «Русская песня», театр «Вдохновение» и кукольный театр «Куклы и люди». Театр «Вдохновение» является старейшим коллективом центра и существует уже более 60 лет. Хор «Русская песня» и кукольный театр «Куклы и люди» радуют зрителей своим творчеством более 20 лет.

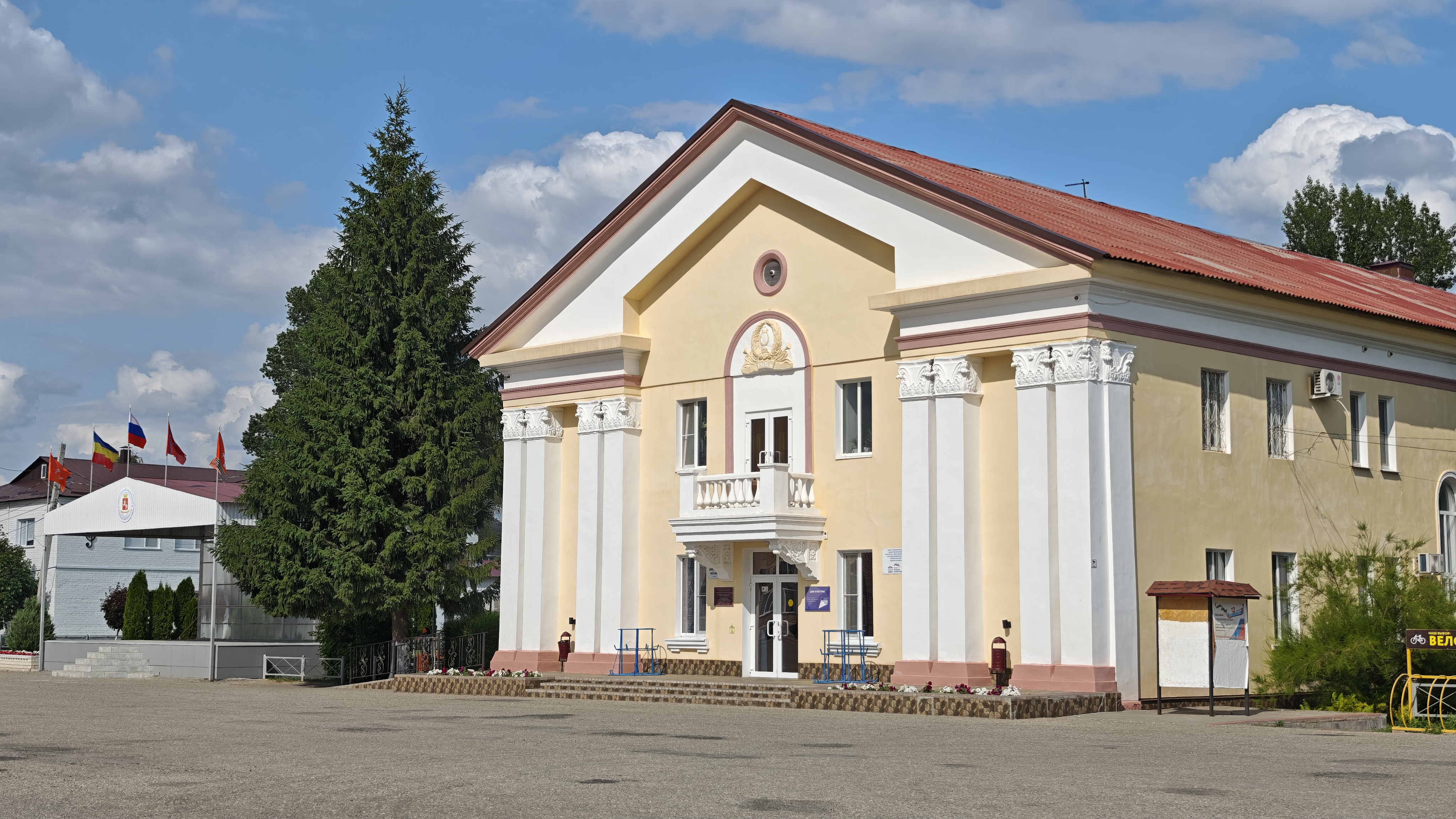
Дом культуры

### Парково-рекреационные зоны

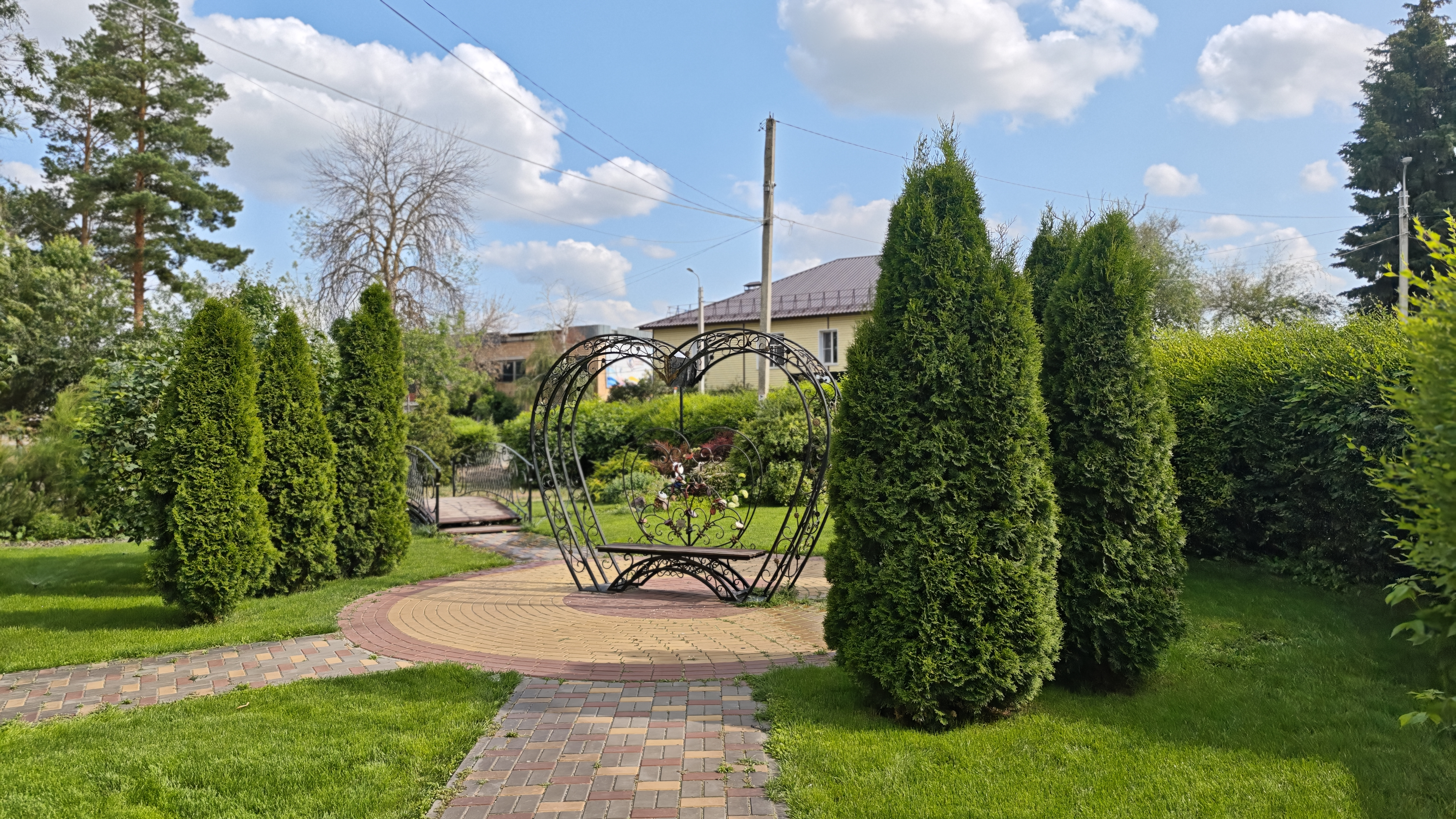
Территория центрального парка

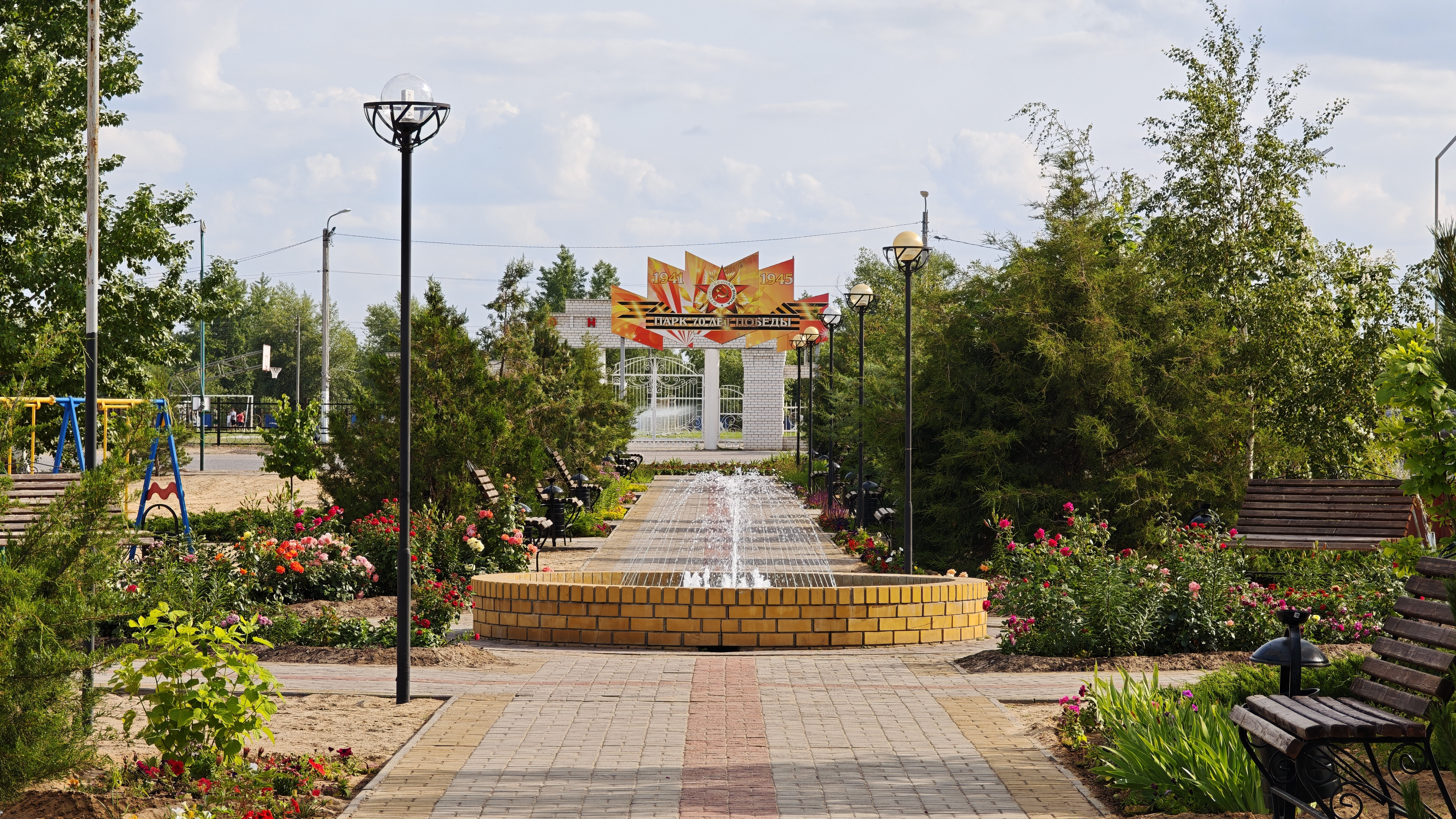
Парк «70-летия Победы»
Парк заложен в 2015 году. Площадь парка составляет 3 гектара, и на момент его создания он стал самым большим парком в станице.
На его территории установлен памятный знак в честь Героев Советского Союза Кумылженского района, а также памятник военным морякам, возведенный на средства местных жителей.
Кроме того, по инициативе местных граждан в парке оборудована хоккейная площадка. Зимой она используется для игр в хоккей, а в летний период — для экстремальных видов спорта.
Центральный парк
В 2019 году в рамках проекта благоустройства «Кумылженская верста», реализованного по улице Мира, была проведена реконструкция территории центрального парка. В ходе работ в парке установили скамейки, урны, провели озеленение (высажены деревья, кустарники и цветы), обустроили цветочные клумбы и смонтировали освещение.
На территории парка находится братская могила воинов, погибших в годы Великой Отечественной войны. Также в парке установлена спортивная площадка для занятий воркаутом, созданная с целью популяризации активного отдыха среди населения.
Парк «На переулке Островского»
Парк расположен рядом с автовокзалом и является популярным местом для прогулок и отдыха жителей.

В парке установлен памятный знак в честь пограничников, а рядом с парком — памятный знак воинам-интернационалистам.

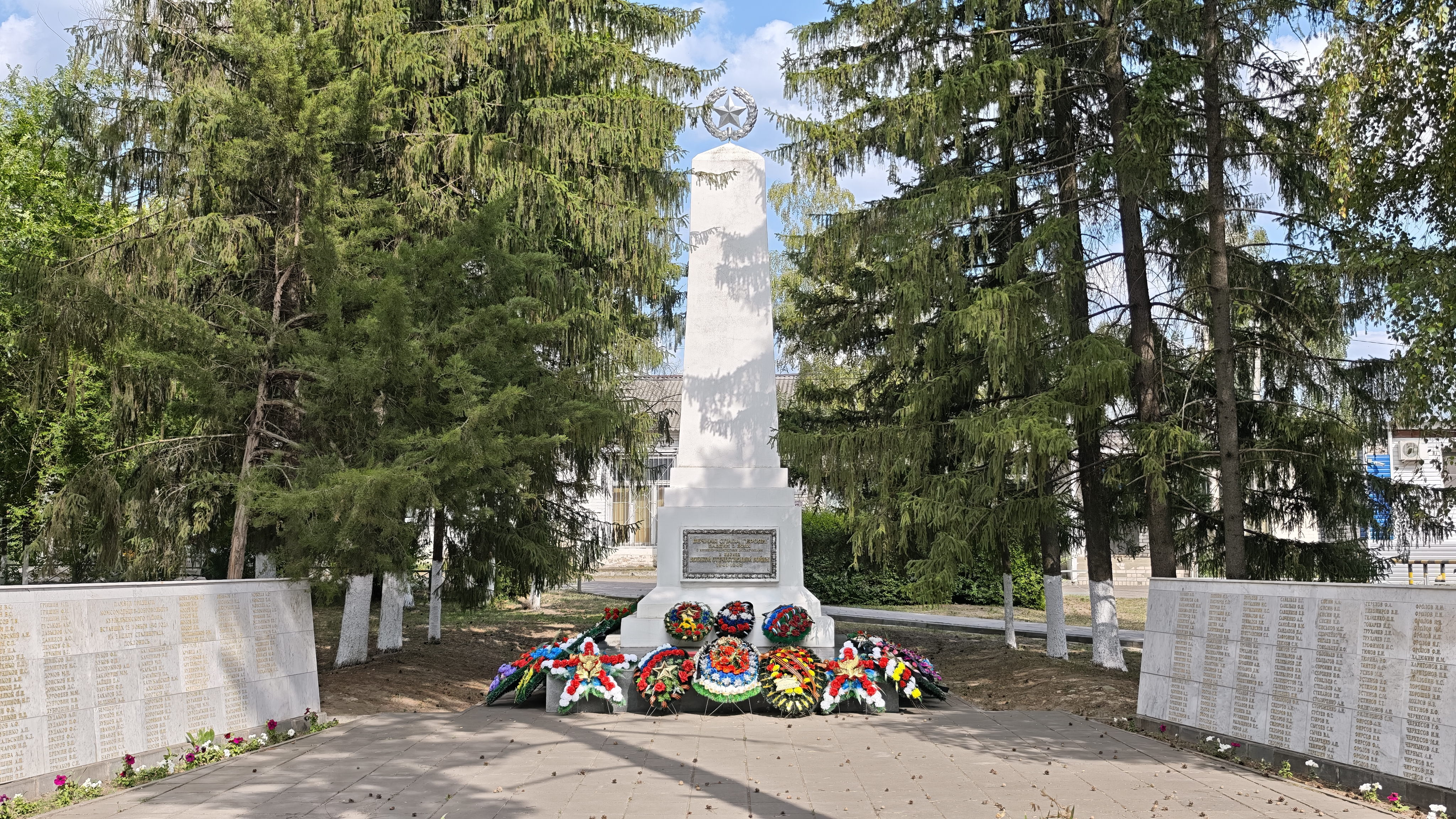
Мемориал Великой Отечественной войны

### Памятники и скульптуры
Памятный знак «Защитникам Отечества Донским казакам»
Монумент посвящён казакам, охранявшим водные пути и рубежи на реках Хопёр, Медведица, Бузулук и Кумылга с XVI века, а также казакам-воинам Донского края, защищавшим Россию на протяжении всей её истории.
Скульптурная композиция всадника установлена на постаменте, размещённом на искусственном холме, известном как Тришкина гора — месте бывшего сторожевого укрепления. Открытие памятника состоялось 26 июня 1993 года.
Памятник казачьей архитектуры «Дом купца Ершова»
Двухэтажный казачий курень начала XX века, представляющий собой образец классической казачьей архитектуры того времени. В доме сохранилась первоначальная планировка, фасад, старинная кирпичная кладка, деревянная лестница и уникальный потолок с лепниной, что позволяет воссоздать атмосферу традиционного казачьего быта и жизненного уклада.
С сентября 1997 года в здании находится МКУК «Кумылженский районный историко-краеведческий музей».
Братская могила
В парке у Дома культуры расположена братская могила бойцам и командирам Красной Армии, погибшим в годы Гражданской войны 1918-1920 гг., и воинам Советской Армии, погибшим, в дни Сталинградской битвы 1942-1943 гг. 9 мая 1975 г. памятник был реконструирован: зажжен вечный огонь и установлены 2 стены с фамилиями земляков, погибших в ВОВ.
Памятный знак «Герои Советского Союза Кумылженского района»
Памятный знак был открыт 9 мая 2022 года в честь 77-летия Победы советского народа в Великой Отечественной войне.
Проект по созданию памятного знака был реализован Кумылженским историко-краеведческим музеем в рамках XVI Конкурса социальных и культурных проектов ПАО «Лукойл» в Волгоградской области.

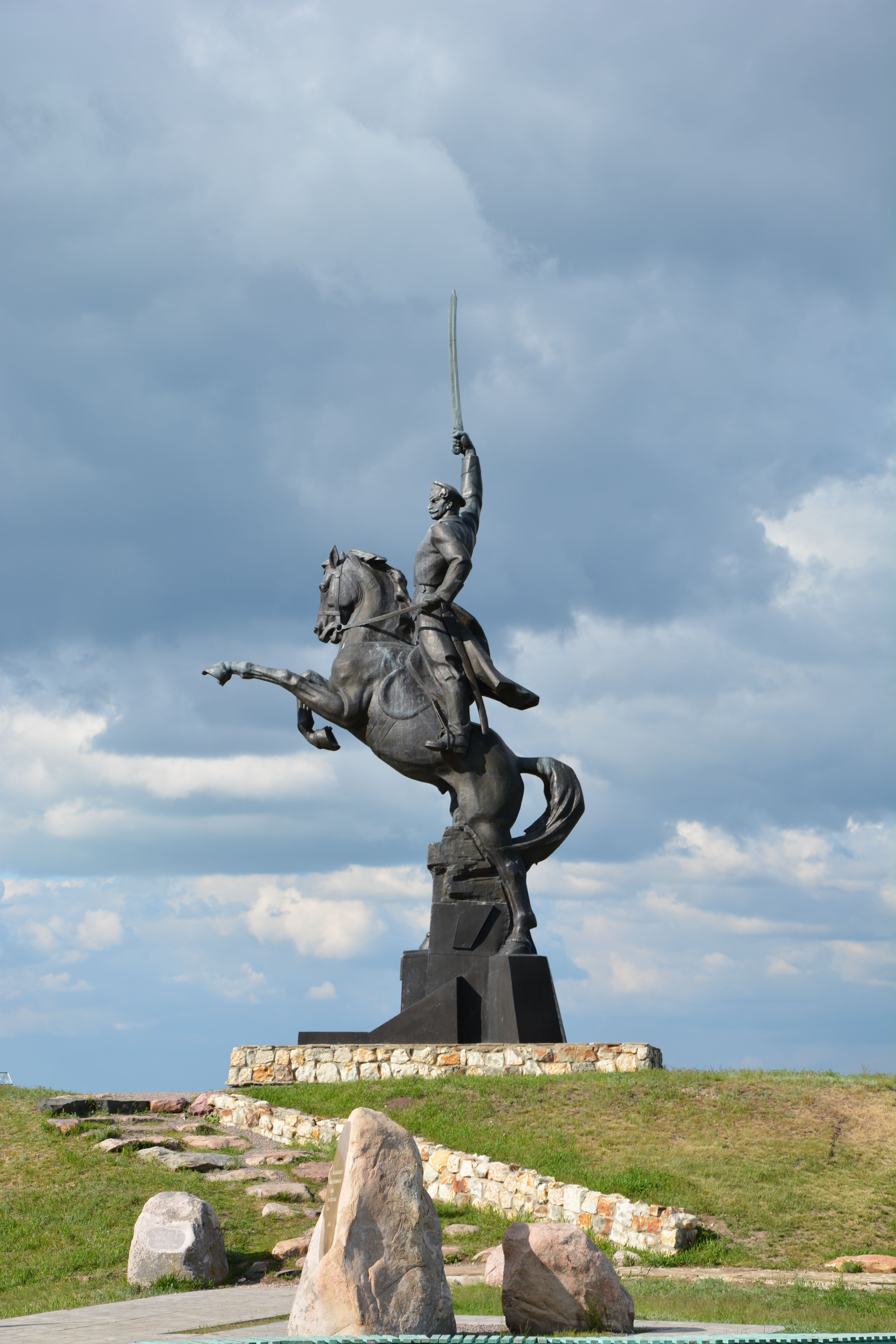
Памятник «Донским казакам — Защитникам Отечества»
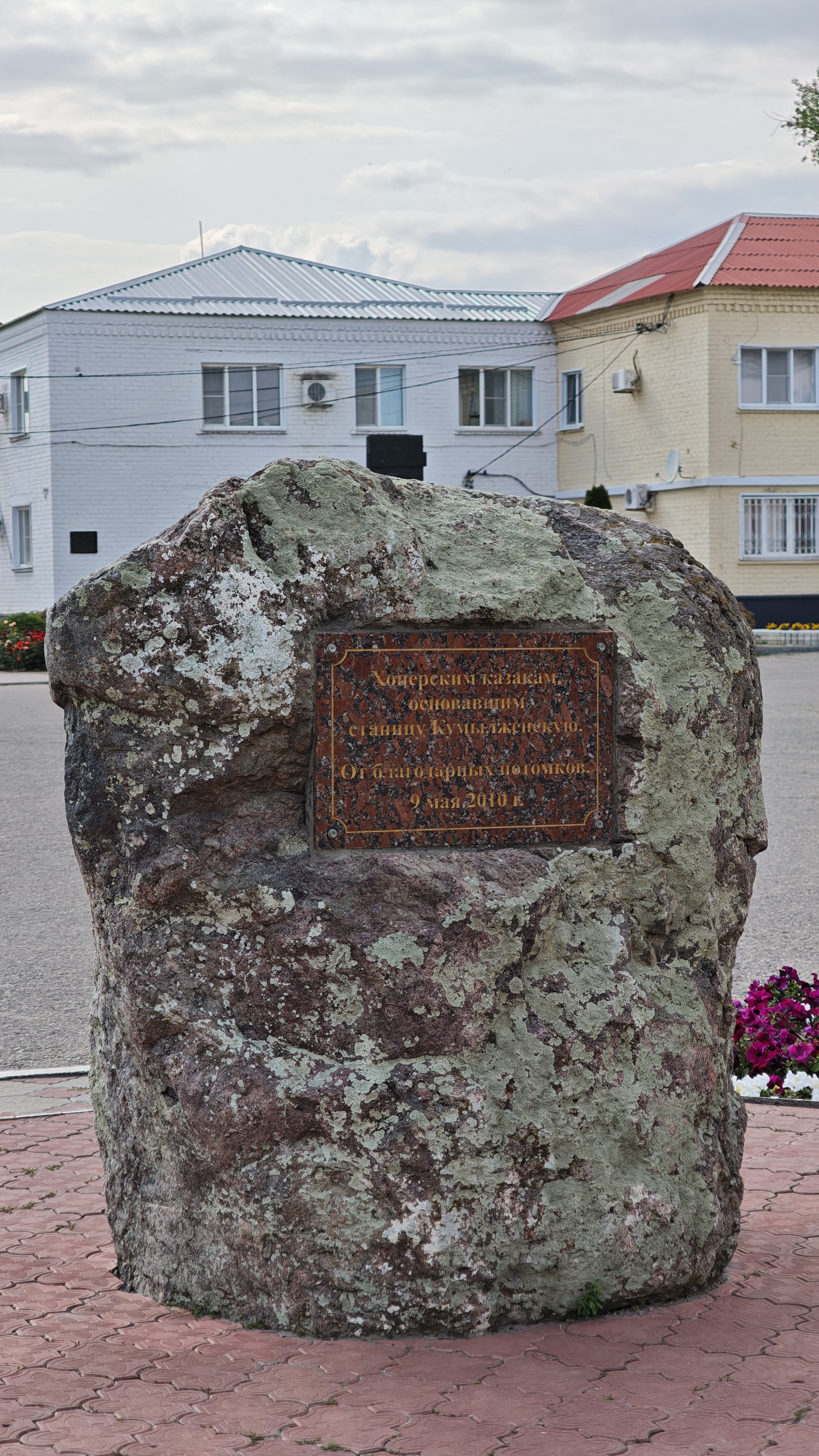
Памятный знак «Хопёрским казакам»
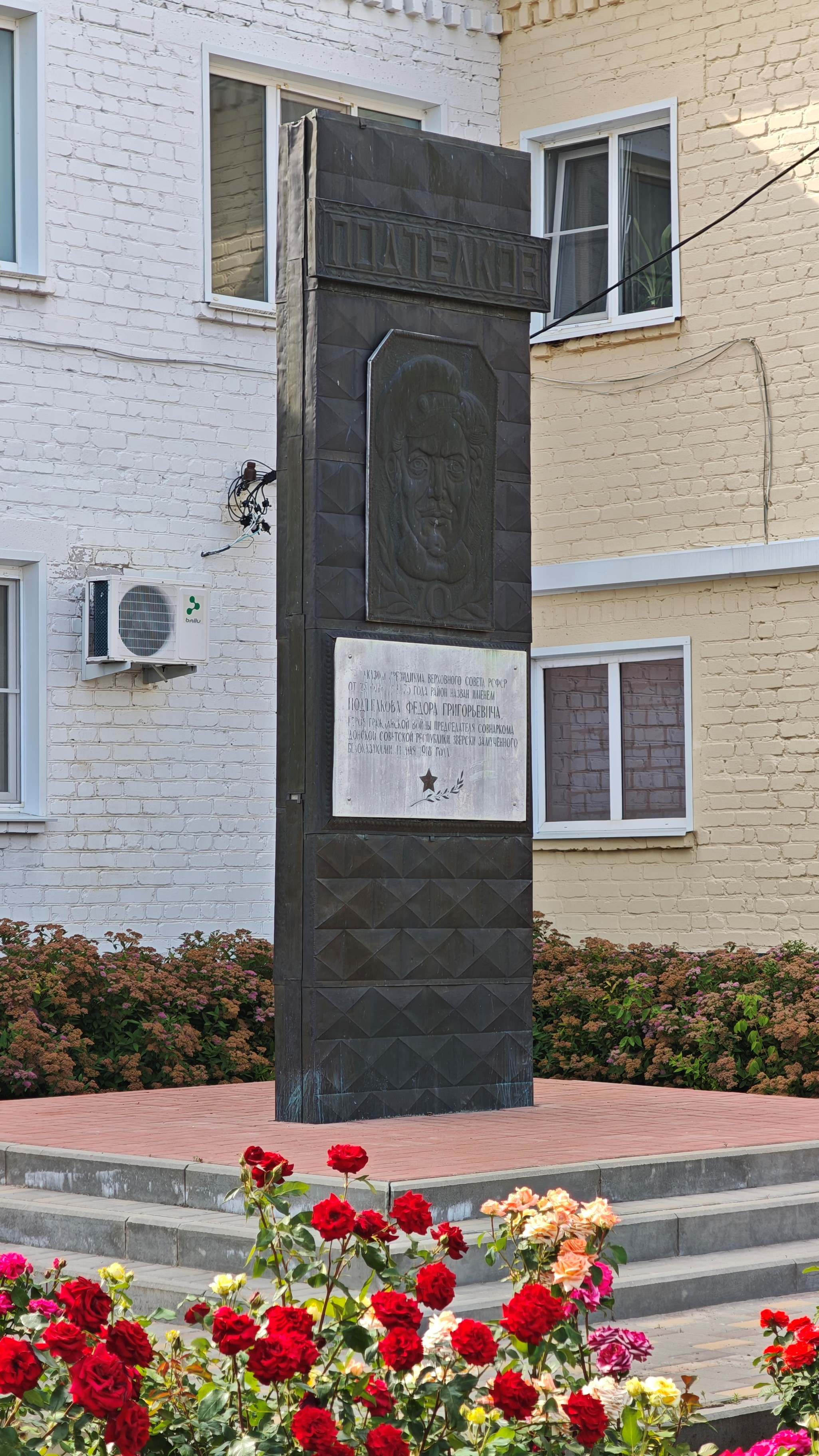
Памятный знак Ф. Г. Подтёлкову
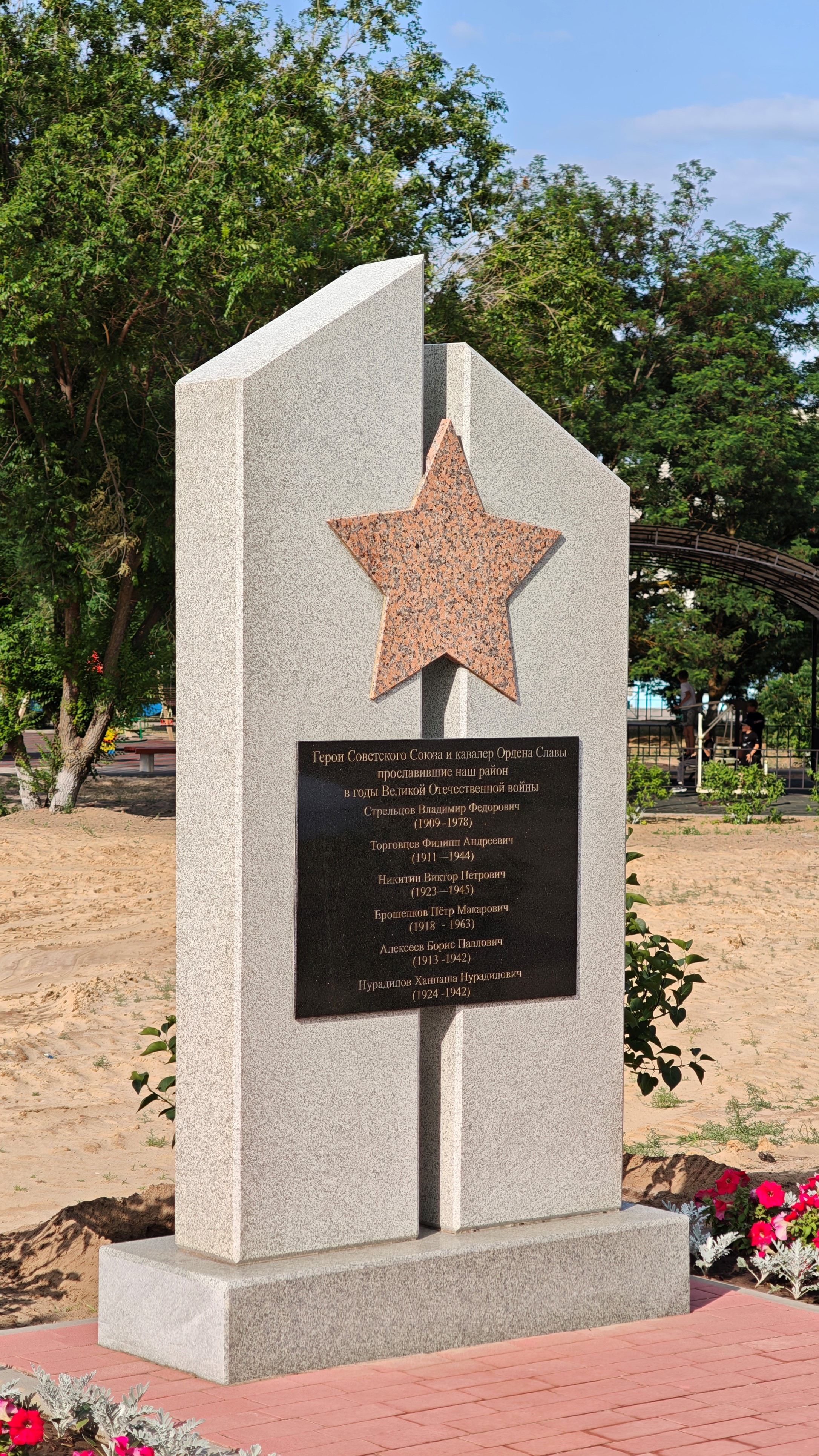
Памятный знак «Герои Советского Союза Кумылженского района»

### Станица в произведениях культуры
Кумылженская упоминается в романе М. А. Шолохова «Тихий Дон» как одна из казачьих станиц, где разворачиваются отдельные эпизоды повествования:
«Приказ объявил Петро в Кумылженской. Казаки старших годов засуетились, собираясь в обратную дорогу. Решили передневать в станице, а на зорьке другого дня трогаться в разные стороны. Петро, весь день искавший случая поговорить с братом, пришел к нему на квартиру.
Григорий, искоса наблюдавший за Петром, видел, что тот хочет говорить о чем-то серьезном. Отводя это разгаданное намерение, он заговорил с напускной оживленностью:

— Чудно все-таки: отъехали от дома сто верст, а народ уж другой. Гутарят не так, как у нас, и постройки другого порядка, вроде как у полипонов. Видишь, вот ворота накрыты тесовой крышей, как часовня. У нас таких нету. И вот, — он указал на ближний богатый курень, — завалинка тоже обметана тесом: чтоб дерево не гнило, так, что ли?»

## Образование
В станице действуют следующие общеобразовательные учреждения:
- МКДОУ Кумылженский детский сад № 1 — ул. Адмирала Тихонова, д. 48А;
- МКОУ ДО Кумылженская ДЮСШ — ул. 50 лет Октября, д. 2;
- МКОУ ДО Кумылженский центр детского творчества — ул. Мира, д. 16;
- МКУДО Кумылженская детская школа искусств — ул. Мира, д. 31;
- МКОУ СОШ №1 — ул. Мира, д. 29;
- МКОУ СОШ №2 — ул. Чехова, д. 1А

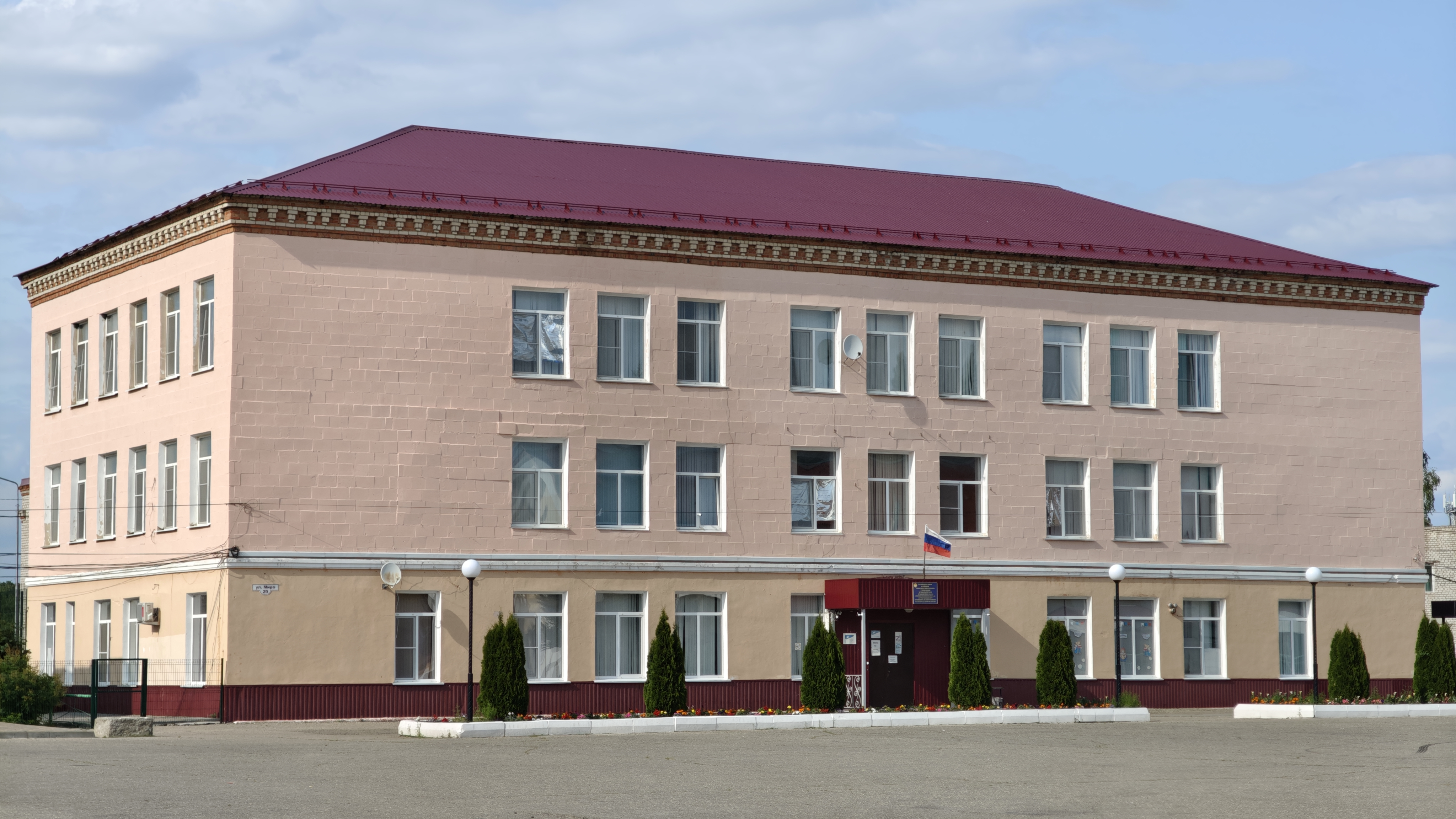
Кумылженская средняя школа №1
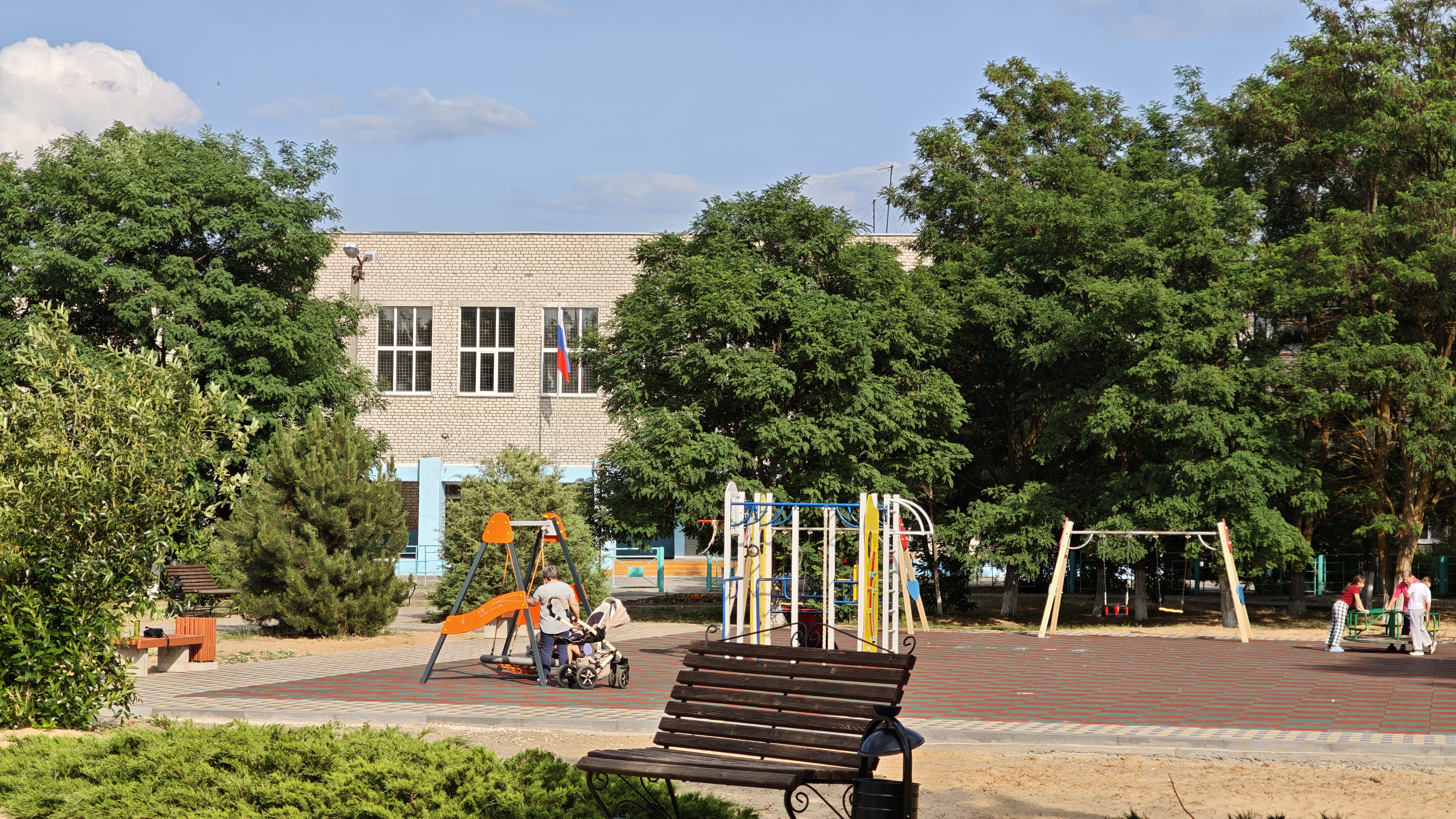
Кумылженская средняя школа №2
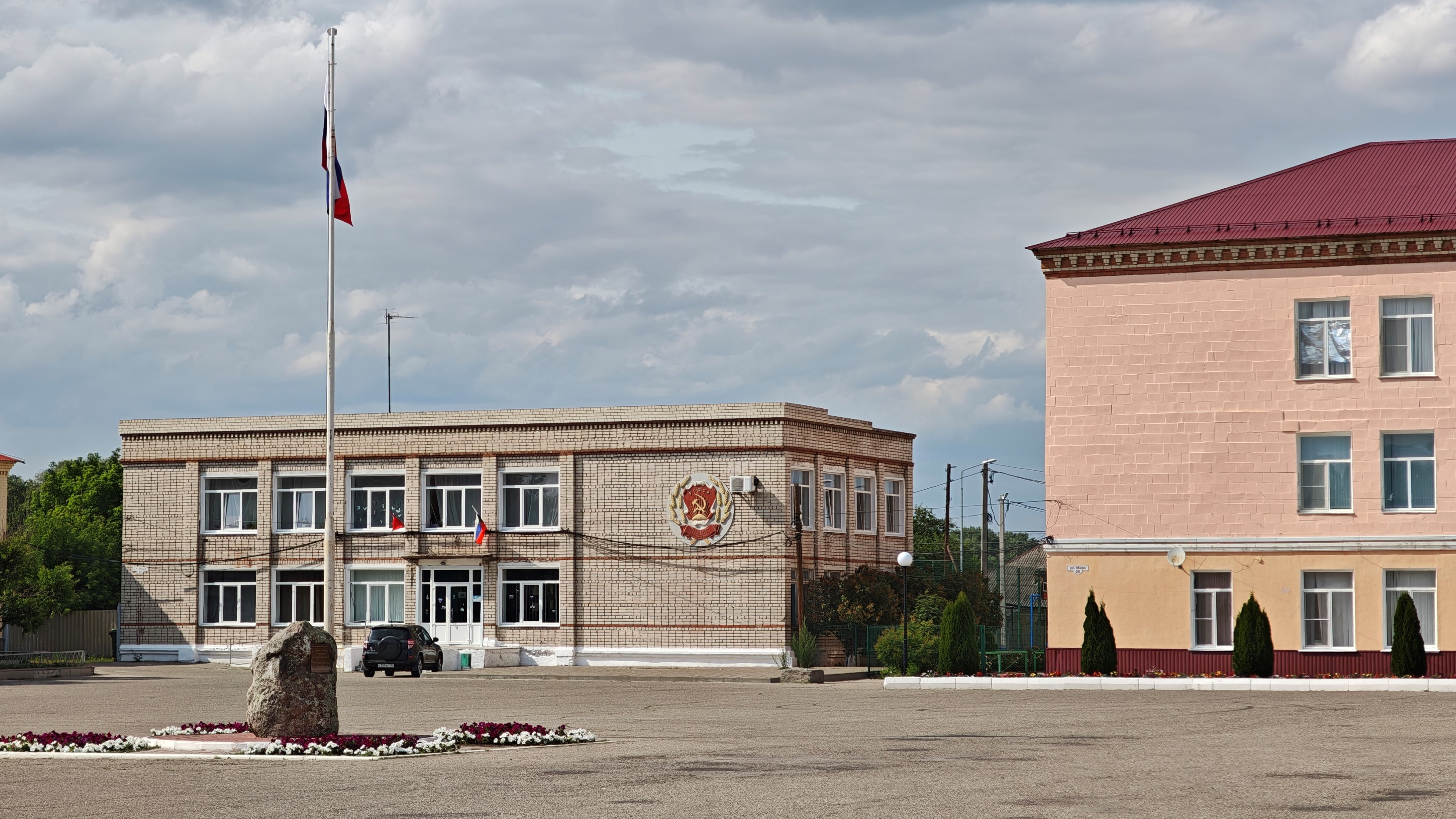
Центр детского творчества
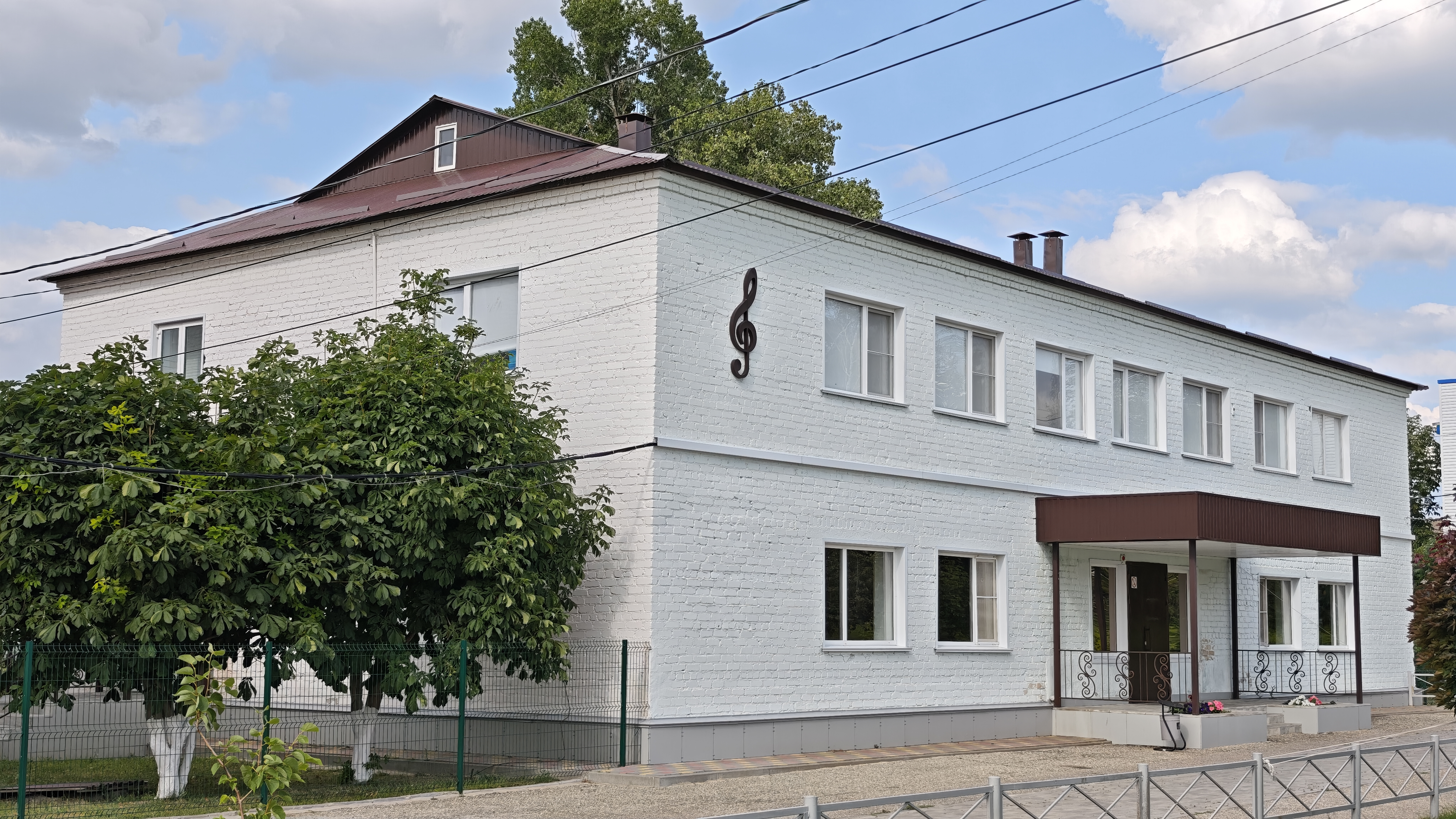
Детская школа искусств

## Медицина
В Кумылженской действуют следующие медицинские учреждения:

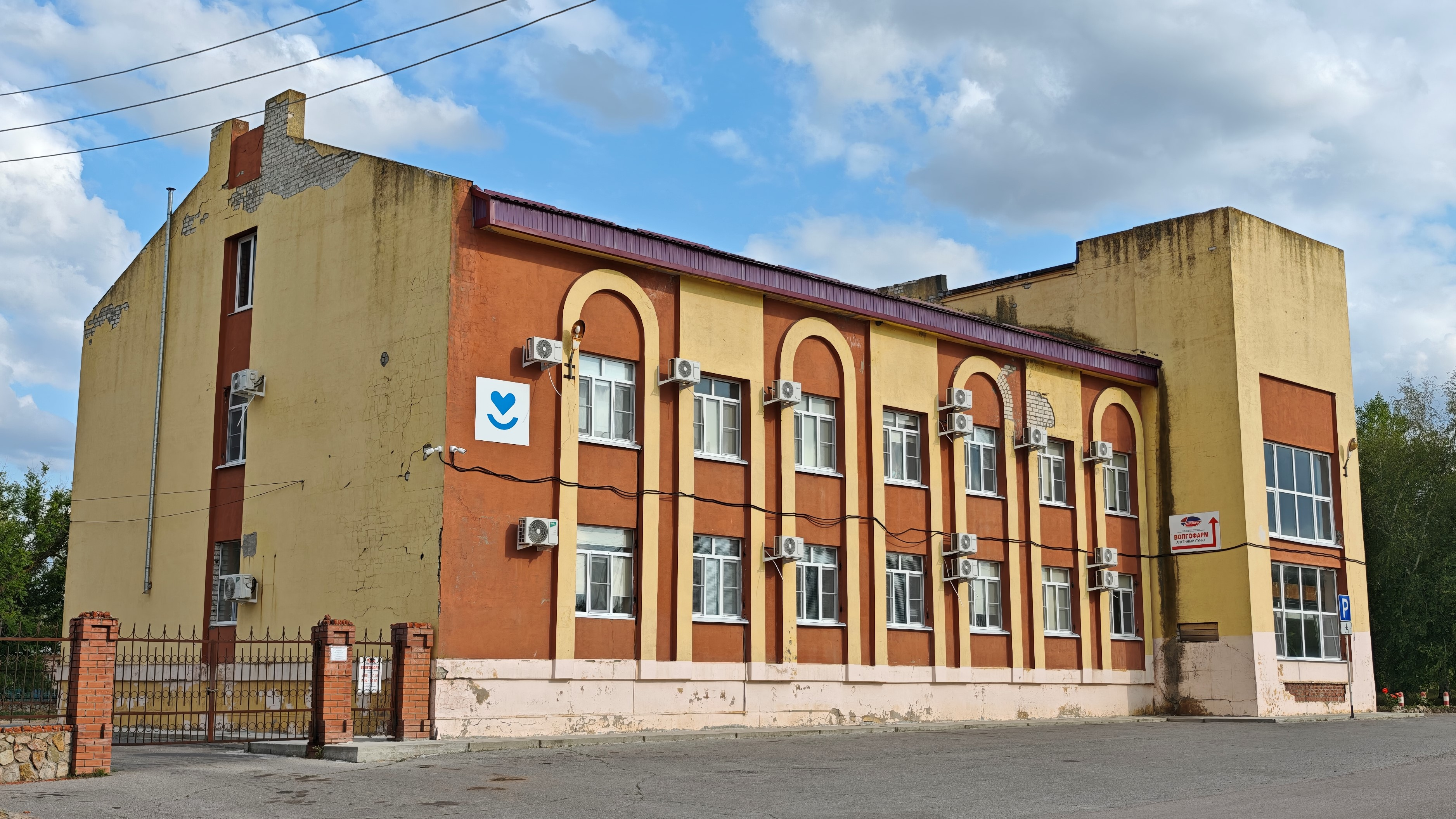
Центральная районная больница

- Станция скорой медицинской помощи — ул. 50 лет Октября, д. 14;
- Кумылженская центральная районная больница. Поликлиника для взрослых — ул. Лермонтова, 1А и ул. 50 лет Октября, д. 14;
- Кумылженская центральная районная больница. Терапевтическое отделение — ул. 50 лет Октября, д. 14;
- Кумылженская центральная районная больница. Детское отделение — ул. 50 лет Октября, д. 14

## Спорт
Главным спортивным учреждением станицы Кумылженская является муниципальное казённое учреждение дополнительного образования — «Кумылженская детско-юношеская спортивная школа имени И. В. Бугаенкова». Она была основана в 1991 году по приказу отдела народного образования администрации Кумылженского района. Школа названа в честь двукратного олимпийского чемпиона И. В. Бугаенкова, родившегося в Кумылженском районе. Здесь ведётся подготовка молодых спортсменов по различным дисциплинам, а воспитанники регулярно принимают участие в соревнованиях районного и регионального уровней.
Спортивная школа располагается по адресу: ул. 50 лет Октября, д. 2.
Крупнейшим спортивным объектом станицы является стадион «Юность», расположенный по адресу: ул. Подтелкова, д. 42. Стадион был построен в 2000 году и с момента открытия является площадкой для проведения районных и областных соревнований.

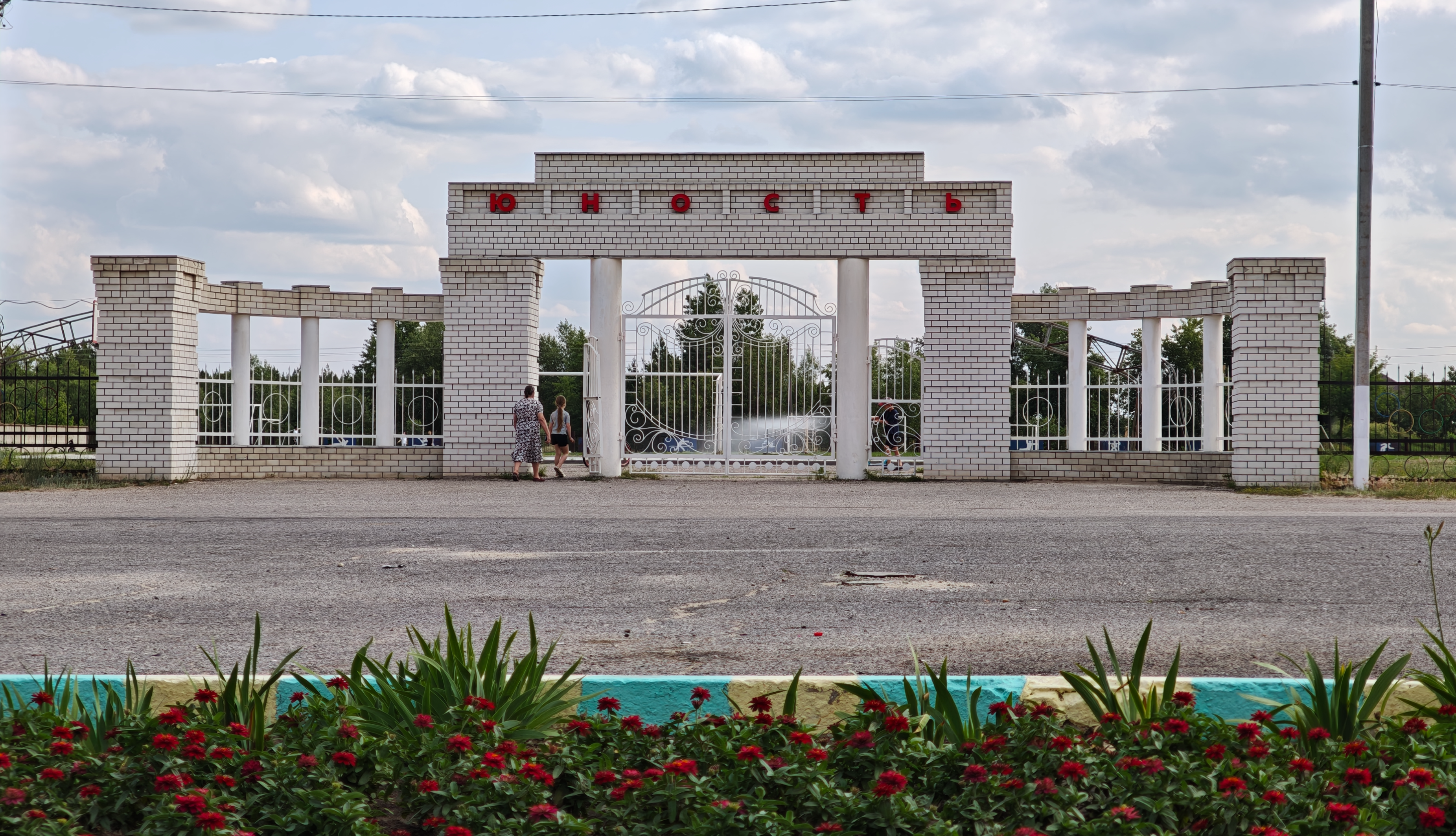
Входная группа стадиона «Юность»

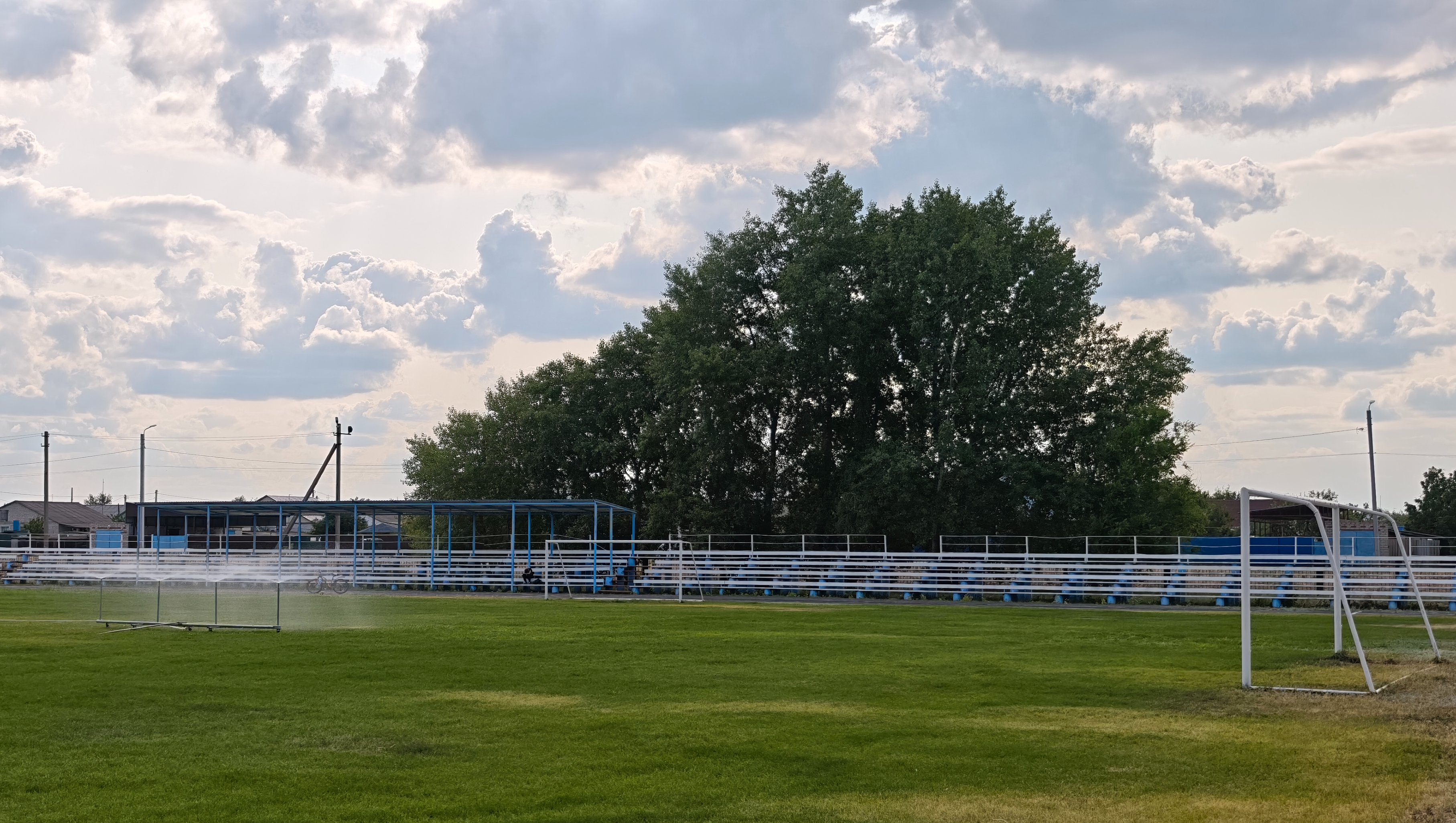
Стадион «Юность»

## СМИ
История кумылженской газеты «Победа» насчитывает более 90 лет. Издание вышло в 1931 году.
Учредителями газеты являются Администрация Кумылженского муниципального района, Комитет по делам территориальных образований, внутренней и информационной политики Волгоградской области и МАУ Редакция газеты «Победа».

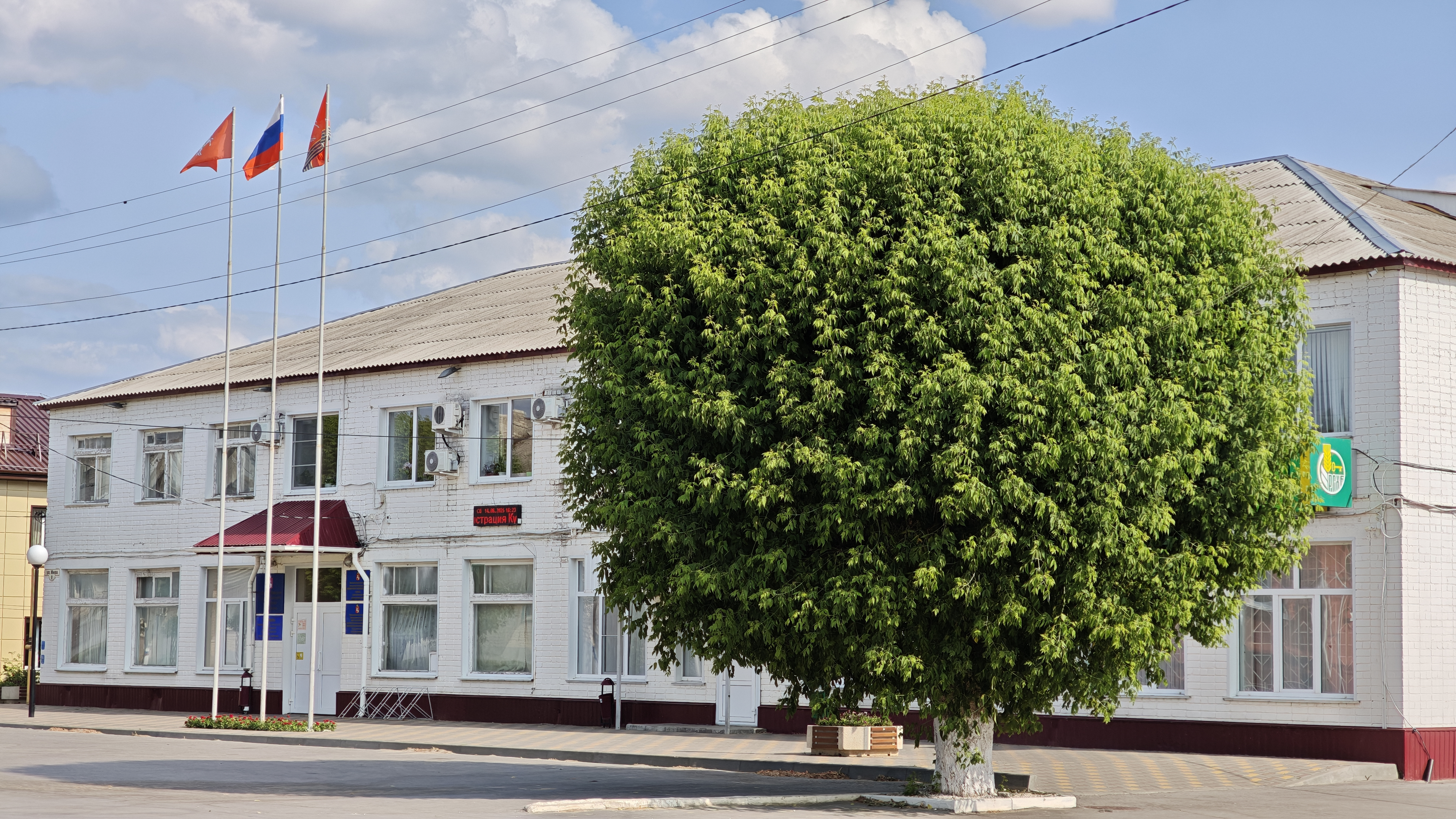
Администрация Кумылженского сельского поселения

Адрес редакции: ул. Мира, д. 25

## Транспорт
По территории станицы и её северной окраине проходит автомобильная дорога регионального значения 18К-5 «Жирновск - Рудня - Вязовка - Михайловка - Кумылженская - Вешенская (Ростовская область)». Эта трасса обеспечивает транспортную связь станицы с крупными городами Волгоградской области и соседних регионов. По ней Кумылженская связана, в частности, с Михайловкой (расстояние — около 60 км) и Волгоградом (примерно 236 км).
В центре станицы расположен автовокзал, откуда осуществляются регулярные автобусные рейсы. Автотранспортное сообщение связывает Кумылженскую не только с Волгоградом и Михайловкой, но и с рядом близлежащих населённых пунктов и районных центров.
Ближайшая железнодорожная станция — Себряково — находится в Михайловке (60 км).
Ближайший аэропорт — Гумрак — расположен в городе Волгограде (222 км).

## Население
| 1873  | 1897  | 1939  | 1959  | 1970  | 1979  | 1989  |
| ----- | ----- | ----- | ----- | ----- | ----- | ----- |
| 5339  | ↗6533 | ↘1910 | ↗2087 | ↗3723 | ↗5389 | ↗6851 |
| 2002  | 2010  | 2021  |       |       |       |       |
| ↗8043 | ↘7953 | ↘7342 |       |       |       |       |

## Административно-территориальное устройство

### Административная принадлежность

#### Казачья автономия (1613–1719)

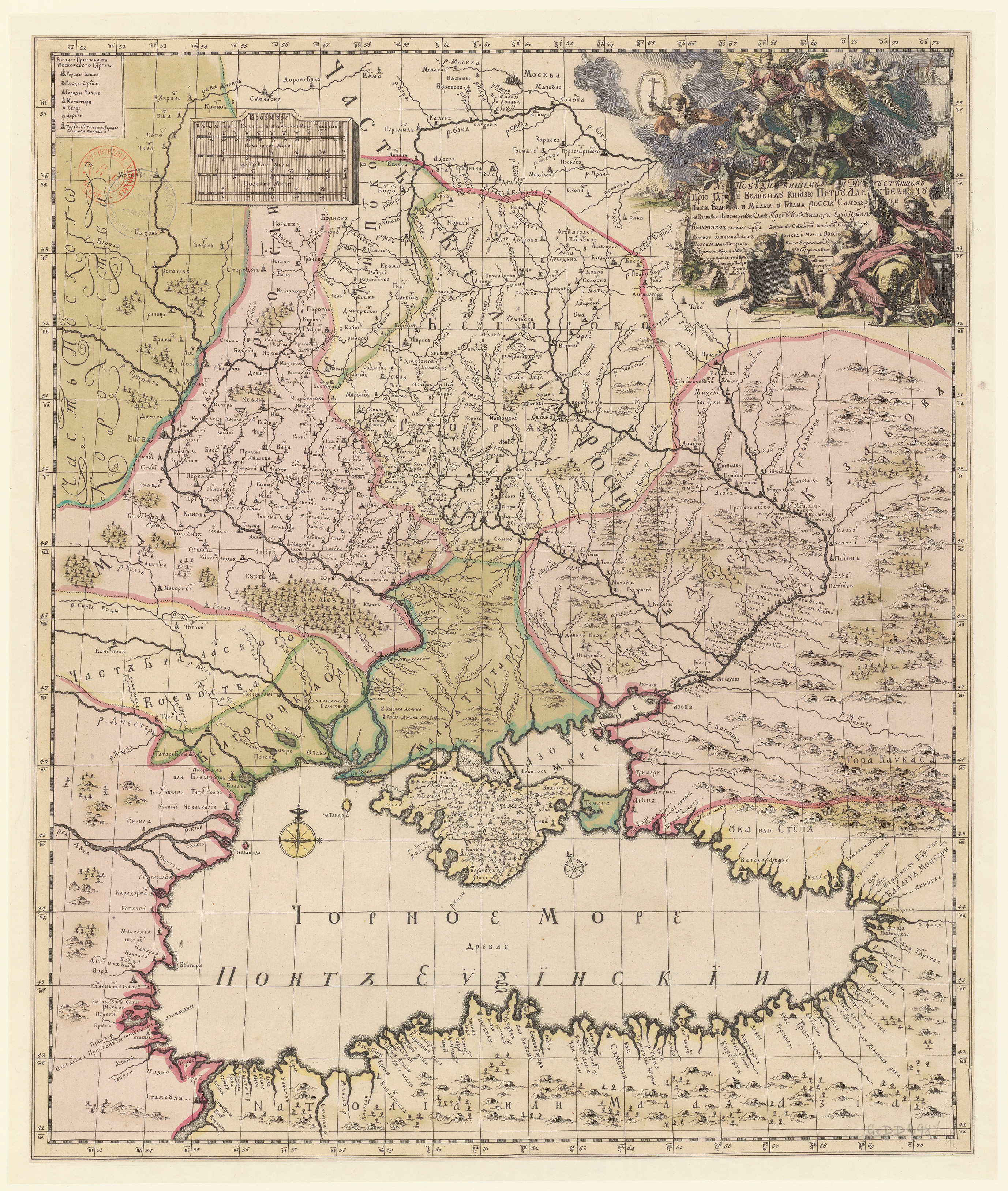
Кумылженская на карте юга России, 1699 год

Во второй половине XVII века станица Кумылженская существовала как казачий городок в составе Земли Донских казаков — особого военно-политического образования, обладавшего широкой автономией в рамках Российского государства. Управление казачьими городками осуществлялось на основе традиционного самоуправления посредством выборных атаманов и Войскового круга. Несмотря на сохранявшееся самоуправление, Донские земли признавали верховенство московского царя, получали жалованные грамоты и поставляли военные отряды на службу. Таким образом, территории компактного проживания казаков имели автономный, но подданнический статус в системе Русского государства.

#### В составе Российской империи (1719–1786)
После подавления Булавинского восстания (1707–1708) началась поэтапная интеграция донских казачьих территорий в административную структуру Российской империи. В 1719 году Кумылженская была включена в состав Азовской губернии, преобразованной в 1725 году в Воронежскую губернию.
В 1721 году указом Петра I Донское, Яицкое и Гребенское казачьи войска были подчинены Военной коллегии — высшему военному органу Российской империи. Это стало значимым этапом вовлечения казачества в государственную систему империи. В этот период были проведены первые переписи казачьего населения (1737 год) и установлены фиксированные квоты на поставку рекрутов.
В 1783 году, в рамках административных реформ императрицы Екатерины II, Кумылженская на краткое время оказалась в составе Екатеринославского наместничества.

#### Область Войска Донского (1786–1918)
В 1786 году из состава Екатеринославского наместничества была выделена Земля Войска Донского, получившая статус отдельной административной единицы. Станица Кумылженская вошла в состав Хопёрского округа. Административным центром округа до 1857 года являлась станица Алексеевская, позже — станица Урюпинская.

Карта Хопёрского округа Области Войска Донского, 1897 год

С 1870 года произошло переименование Земли Войска Донского в Область Войска Донского, имевшую особенности казачьего самоуправления, но находившуюся в рамках общероссийской административной системы.

#### Гражданская война и советский период (1918–1991)
После Октябрьской революции 1917 года Область Войска Донского была преобразована в Донскую область, но в условиях Гражданской войны территория неоднократно переходила под контроль различных политических сил.
С окончательной победой Советской власти началась ликвидация казачьих административных структур. 4 апреля 1921 года Хопёрский округ был упразднён, а Кумылженская включена в состав Царицынской губернии РСФСР.
23 июня 1928 года был образован Кумылженский район, в состав которого вошли территории Кумылженской, Глазуновской и части Слащевской волостей. Район стал частью Хопёрского округа Нижне-Волжского края. В 1930 году округ как административная единица был упразднён, и районы перешли в непосредственное подчинение краевым властям.
10 января 1934 года Нижне-Волжский край был разделен, и Кумылженский район вошёл в состав новообразованного Сталинградского края, преобразованного 5 декабря 1936 года в Сталинградскую область (в 1961 году переименованную в Волгоградскую область).
1 февраля 1963 года Кумылженская потеряла статус райцентра, поскольку район был временно упразднён в связи с административной реформой по укрупнению районов, а его территория передана Михайловскому району. Однако реформа не достигла желаемых результатов, и 12 января 1965 года Кумылженский район был восстановлен в прежних границах. 2 декабря 1970 года район был переименован в Подтёлковский в честь Ф. Г. Подтёлкова — одного из лидеров революционного казачества в годы Гражданской войны.
С 1986 по 1992 год Кумылженская имела статус рабочего посёлка, в рамках проводимой политики отражения социально-экономического развития населённых пунктов.

#### Современный период (с 1992 года)
В 1992 году Кумылженская вновь приобрела статус станицы. 28 июля 1994 года району было возвращено историческое наименование — Кумылженский район. В настоящее время он входит в состав Волгоградской области, а станица Кумылженская остаётся его административным центром.
14 февраля 2005 года, в соответствии с Законом Волгоградской области № 1006-ОД, реализующим положения федерального закона «Об общих принципах организации местного самоуправления в Российской Федерации», было образовано Кумылженское сельское поселение. В состав поселения входят станица Кумылженская и ряд других населённых пунктов.

## Символы станицы

#### Герб Кумылженского сельского поселения
Геральдическое описание: в червлёном поле на серебряном вздыбленном коне в золотом снаряжении, казак в одежде XVII века с поднятой правой рукой держащей над головой обнажённую серебряную саблю. Кафтан и шапка лазоревые отороченные золотом, рукавицы и сапоги золотые, на золотом поясе сабельные ножны того же металла.
Автор проекта герба — В. Э. Коваль. Утверждён решением Совета Кумылженского сельского поселения от 25 ноября 2009 года №55/237-1-С «Об утверждении Положения о гербе и флаге Кумылженского сельского поселения Кумылженского муниципального района Волгоградской области».

#### Флаг Кумылженского сельского поселения
Прямоугольное полотнище красного цвета с отношением ширины к длине 2:3 , воспроизводящее композицию герба Кумылженского сельского поселения в красном, белом, жёлтом, синем и темно-красном цветах.
Автор проекта флага — В. Э. Коваль. Утверждён решением Совета Кумылженского сельского поселения от 25 ноября 2009 года №55/237-1-С «Об утверждении Положения о гербе и флаге Кумылженского сельского поселения Кумылженского муниципального района Волгоградской области».

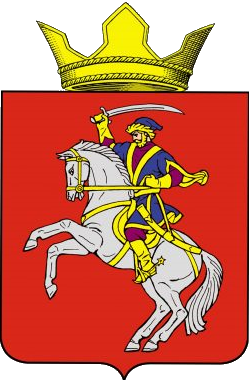
Герб Кумылженской
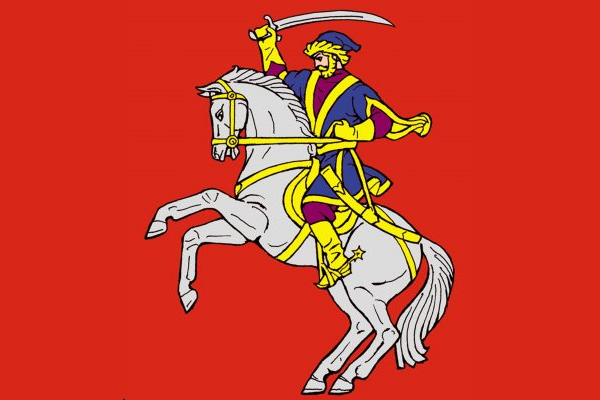
Флаг Кумылженской

## Известные уроженцы
- Бугаенков, Иван Васильевич (р. 1938) — волейболист, двукратный олимпийский чемпион (1964 и 1968), двукратный чемпион мира (1960 и 1962), обладатель Кубка мира 1965, чемпион Европы 1967. Нападающий-доигровщик. Заслуженный мастер спорта СССР (1964).
- Вдовин, Валентин Степанович (1935—2012) — директор совхоза «Шойбулакский». Депутат Верховного Совета СССР 9-го и 10-го созывов (1974—1984).
- Егоров, Александр Георгиевич (р. 1945) — начальник Саратовского юридического института МВД России (1996—2001), генерал-майор милиции; Заслуженный юрист Российской Федерации.
- Фирсов, Геннадий Афанасьевич (р. 1950) —  российский учёный-фенолог, дендролог, старший научный сотрудник БИН РАН.